# Nicholas Nickleby
The Life and Adventures of Nicholas Nickleby
Pour les articles homonymes, voir Nicholas Nickleby (homonymie).
Vous lisez un « article de qualité » labellisé en 2011.  Il fait partie d'un « thème de qualité ».
The Life and Adventures of Nicholas Nickleby, containing a Faithful Account of the Fortunes, Misfortunes, Uprisings, Downfallings and Complete Career of the Nickleby Family (Vie et aventures de Nicholas Nickleby, contenant le fidèle compte-rendu des bonnes et mauvaises fortunes, des succès et des échecs, et la carrière complète de la famille Nickleby), communément appelé Nicholas Nickleby (prononciation : /'ni.kə.ləs 'ni.kəl.bi/), est le troisième grand roman de Charles Dickens, publié en feuilleton de 1838 à 1839 avec des illustrations de Hablot Knight Browne (dit Phiz), puis en un volume. Mark Ford le décrit comme « le prototype du roman dickensien, Pickwick Papers et Oliver Twist étant si totalement sui generis qu'ils en sont devenus uniques ». L'intrigue est centrée sur le personnage de Nicholas, jeune homme laissé impécunieux par la mort de son père et devant subvenir aux besoins de sa mère et de sa sœur. Son caractère droit et indépendant suscite l'antipathie de son oncle Ralph Nickleby qui le juge à tort sans valeur et le poursuit de son inimitié. Dans son sillage, se distinguent sa jeune sœur Kate et sa mère, l'inénarrable Mrs Nickleby.
Commencé de concert avec Oliver Twist, le livre a connu un succès immédiat, en partie dû aux descriptions de l'école du Yorkshire que dirige l'épouvantable Wackford Squeers, où Nicholas est engagé comme répétiteur (usher) ; réplique de Bowes Academy à Greta Bridge, que Dickens a lui-même visitée sous une fausse identité en compagnie de son illustrateur et ami Hablot K. Browne lors de la préparation du roman. L'horreur des scènes décrites et le pathos qui en émane rappellent l'hospice où Oliver Twist languit sous la férule du bedeau Mr Bumble durant son enfance,.
L'action se situe surtout à Portsmouth et Londres, avec des épisodes dans le Yorkshire, le Devonshire, le Hampshire et le Surrey. Les thèmes principaux y concernent l'injustice sociale et la corruption morale dont sont victimes enfants et jeunes adultes, traitées sur le mode ironique de la satire. C'est aussi le premier d'une série de romans comportant une composante nettement romantique, les sentiments, la camaraderie, l'amitié et surtout l'amour y jouant un rôle essentiel. George Gissing et G.K. Chesterton ont vivement loué le comique de certains personnages, en particulier celui de Mrs Nickleby et de Mme Mantalini, et Peter Ackroyd, dans sa biographie de Dickens, écrit de Nicholas Nickleby que c'est « peut-être le roman le plus drôle jamais écrit en anglais ».
La fortune de Nicholas Nickleby a été fluctuante : bien qu'ayant la faveur du public (il se vend d'emblée à 50 000 exemplaires), il est d'abord négligé par la critique et subit une éclipse. Grâce aux travaux d'éminents auteurs, il retrouve son lustre dans la première moitié du XXe siècle et est désormais reconnu comme l'un des plus grands romans dickensiens.
Il existe plusieurs traductions du roman en français ; la plus utilisée pendant longtemps (et ici) est celle d'Alfred des Essarts, sous la direction de Paul Lorain, publiée par Hachette en 1845 et objet de nombreuses rééditions,. Plus récemment a paru celle de Jacques Douady, Francis Ledoux et Marcelle Sibon, sous la direction de Sylvère Monod, publiée en 1966 par Gallimard dans la collection La Pléiade.
- Texte de référence : (en) Charles Dickens et Alec Waugh, Nicholas Nickleby, Londres et Glasgow, Collins, 1953, p. 768.

## Genèse, publication et accueil
Dickens s'est rendu célèbre par la publication des Pickwick Papers. Avec Nicholas Nickleby, il confirme sa réputation, bien que les conditions dans lesquelles le roman a été écrit n'aient pas été particulièrement favorables.

### Prémices et rédaction

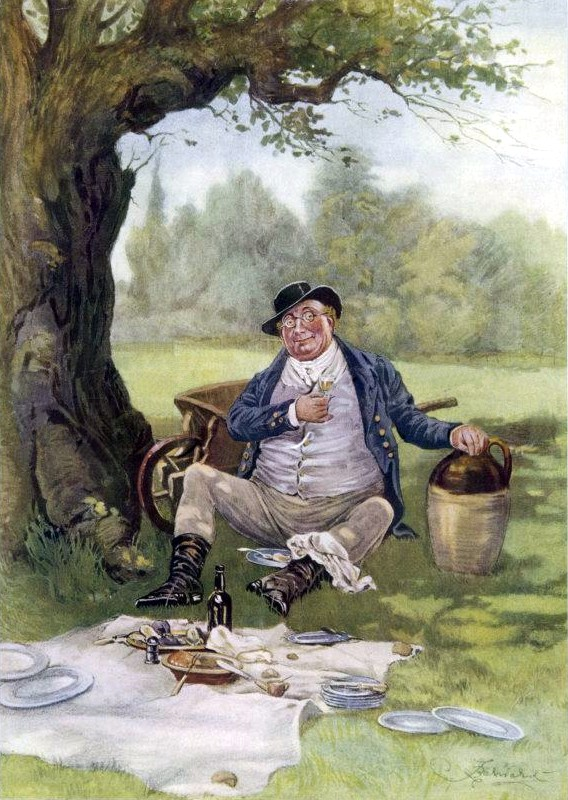
M. Pickwick, par Fred Barnard (vers 1870).

Après le succès de Pickwick, en effet, Dickens semble prendre risque sur risque et entreprend de multiples tâches. Alors que Pickwick Papers est toujours en course, il accepte la charge du Bentley's Miscellany, revue littéraire à laquelle il est tenu de contribuer. Cependant, Oliver Twist, dont le numéro 1 a paru en février 1837, reste à moitié écrit et doit être poursuivi. De plus, Dickens s'engage auprès de la maison d'édition Chapman & Hall à fournir pour mars de la même année la première partie d'un nouveau roman, Nicholas Nickleby, chacune des suivantes devant être prête de mois en mois à la date prescrite. Enfin, il s'emploie à terminer Barnaby Rudge, promis à l'éditeur Richard Bentley pour novembre 1838. Certes, il exprime des doutes sur le gaspillage de ses capacités : « J'ai eu l'extraordinaire chance de rencontrer d'emblée le succès. Mais j'ai encore quarante ou cinquante années devant moi. Il faut que je fasse attention. Il faut que j'économise mes ressources. », mais, comme l'écrit Alec Waugh, « Fort confiant en ses possibilités, il se lan[ce] à grands pas comme seul un homme de sa vitalité p[eut] le faire, et sous l'énorme tension que génère la rédaction de deux romans à la fois, il réussit avec Oliver Twist et triomph[e] avec Nicholas Nickleby. ».
La rédaction n'est pas toujours aisée. Dickens avoue avoir été « intensément soulagé » lorsque la dernière page de Nicholas Nickleby a été écrite, et Alec Waugh décèle çà et là dans le roman des traces de ce qu'il appelle « flagging interest » (un intérêt vacillant), comme si Dickens avait de temps en temps plié sous le fardeau. Il cite à ce sujet George Moore qui écrit qu' « il faut deux romans à un écrivain pour apprendre à en écrire un », et ajoute que Nicholas Nickleby n'est, en réalité, que le deuxième roman de Dickens, puisque Pickwick Papers est avant tout un itinéraire, une succession d'incidents, et non un ensemble construit.

### Publication et réception

#### Calendrier des parutions
Les épisodes du roman ont été publiés par Chapman & Hall selon le calendrier suivant :
| Numéro | Date           | Chapitres |
| ------ | -------------- | --------- |
| I      | mars 1838      | 1-4       |
| II     | avril 1838     | 5-7       |
| III    | mai 1838       | 8-10      |
| IV     | juin 1838      | 11-14     |
| V      | juillet 1838   | 15-17     |
| VI     | août 1838      | 18-20     |
| VII    | septembre 1838 | 21-23     |
| VIII   | 1843           | 24-26     |
| IX     | novembre 1838  | 27-29     |
| X      | décembre 1838  | 30-33     |
| XI     | janvier 1839   | 34-36     |
| XII    | février 1839   | 37-39     |
| XIII   | mars 1839      | 40-42     |
| XIV    | avril 1839     | 43-45     |
| XV     | mai 1839       | 46-48     |
| XVI    | juin 1839      | 49-51     |
| XVII   | juillet 1839   | 52-54     |
| XVIII  | août 1839      | 55-58     |
| XIX    | septembre 1839 | 59-65     |

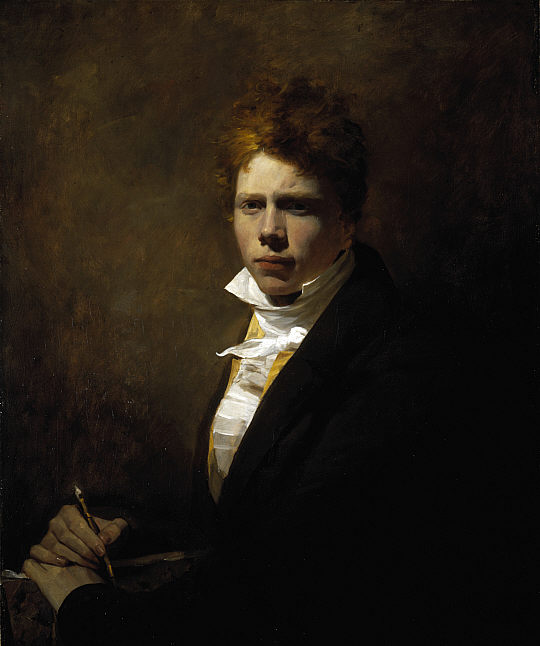
Le peintre David Wilkie, (1785-1841).

Cet échelonnement, terminé le 19 septembre 1839, a connu un franc succès, plaçant Dickens au pinacle de la gloire : lors d'un banquet célébrant l'achèvement du roman, le peintre David Wilkie proclame dans son discours de bienvenue que rien de tel ne s'est produit en littérature depuis Richardson et que, dans les deux cas, « les gens parlaient des personnages comme s'ils étaient des voisins immédiats ou des amis ». Il ajoute que, de même que Richardson avait été prié de « garder vivante l'âme de Lovelace »,, l'auteur a reçu de nombreuses lettres l'implorant d'épargner le jeune Smike, l'innocente victime des méchants.

#### Réception populaire
Deux années après la publication, cependant, les lecteurs, auxquels il est demandé quelles parties du roman leur ont paru les plus intéressantes, mentionnent tous les premiers chapitres et, pour les passages les plus mémorables, citent les épisodes de l'école du Yorkshire où est envoyé Nicholas, la troupe de théâtre ambulant qu'il rejoint ensuite et l'atelier de couture de Londres où sa sœur est placée comme apprentie, les trois relevant, en effet, de la première partie. Alec Waugh impute ce jugement au fait que, selon lui, les intrigues impliquant les méchants sont empreintes de « forcé » et que, des amours des jeunes héros, Nicholas et Madeline Bray qu'il rencontre à Londres, n'émanent « ni l'émotion ni le lyrisme du doux sentiment » que, par exemple, David portera à Dora dans David Copperfield. Quant aux chapitres de conclusion qui, il est vrai, bouclent l'intrigue à grands pas, « ils sont l'œuvre, ajoute-t-il, d'un homme fatigué ne s'intéressant plus à son livre, qui sait comment commencer un roman et n'a pas encore appris à le terminer » (voir L'intrigue).

#### Réception critique

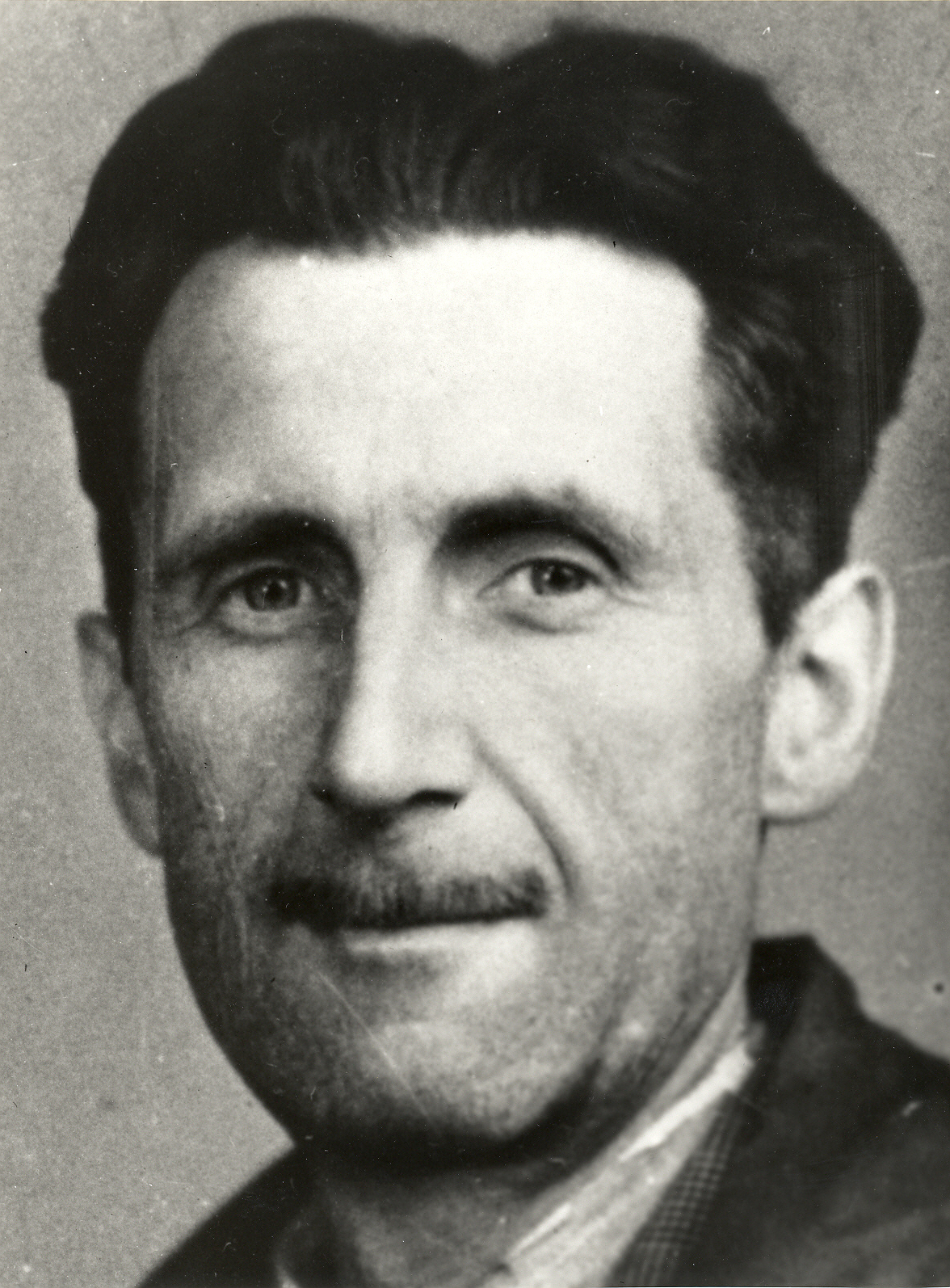
George Orwell.

Pourtant, Thackeray, futur ami de Dickens, apprécie, comme sa fille Anne, Nicholas Nickleby, bien qu'il juge sa description des « classes inférieures » (« lower classes ») trop conventionnelle et inférieure à celle des ballades de rues, lui reprochant en particulier son usage artificiel et rapporté de l'argot populaire. En sa conclusion de Horae Catnachianae, il dit attendre chaque numéro du roman avec la plus grande curiosité, et, dans son article sur George Cruikshank, l'illustrateur de certaines éditions, il déclare que ses personnages, Mrs Nickleby, Squeers et Crummles (voir Personnages) en particulier, restent gravés dans la mémoire, louange relativisée, il est vrai, par l'insistance mise à souligner le bénéfice d'une collaboration avec un artiste aussi doué. Plus tard, dans son article Dickens in France, il revient sur le roman : cette célèbre Mrs Nickleby, écrit-il, « n'attendait que la plume de Boz pour que la vérité de son personnage éclatât au grand jour »,.
Après la mort de Dickens en 1870, sa réputation pâlit et Nicholas Nickleby avec elle. Parmi les grands écrivains de la fin du siècle, George Meredith (1828-1909) écrit qu'il n'y voit rien qui corresponde à la vie, que ce n'est que l'« œuvre d'un caricaturiste singeant le moraliste »,. George Gissing, pourtant grand admirateur de Dickens, le juge illisible, sinon par les « très jeunes ». Chesterton, cependant, écrit que Nicholas Nickleby représente le pivot de la carrière de l'auteur, le « moment suprême » où il s'est détourné des esquisses fragmentaires pour s'attacher à la cohérence du roman. Ce livre, ajoute-t-il, coïncide avec sa résolution d'être un grand romancier et la conviction qu'il pouvait l'être.
La réhabilitation est totale dans les années 1950 et 1960, après les travaux de George Orwell, d'Edmund Wilson et de Humphry House, dont le Dickens World étudie en particulier le thème de la bienveillance (benevolence), ici incarnée par Vincent Crummles et surtout les frères Cheeryble, et le lie à une tradition philosophique issue de Bentham (1748-1832). Pourtant, cette philanthropie militante ne fait pas l'unanimité, la vertu poussée à un tel degré de sainteté apparaissant finalement comme réductrice (cf. L'état de bienveillance).

## L'intrigue
L'intrigue de Nicholas Nickleby est compliquée, assortie de multiples rebondissements qui, selon Andrew Sanders, « n'ont rien à voir avec l'action ». Bien des éléments demeurent cachés du lecteur, comme de certains personnages, jusqu'à la confession finale. Alors seulement les fils se relient-ils et s'apprécie la cohérence qu'a dominée un suspense de mystères, fausses informations et développements croisés, le héros restant au centre de chaque épisode, soit directement impliqué, soit conduit à intervenir pour sa famille ou l'élue de son cœur.

### La famille en quête de secours

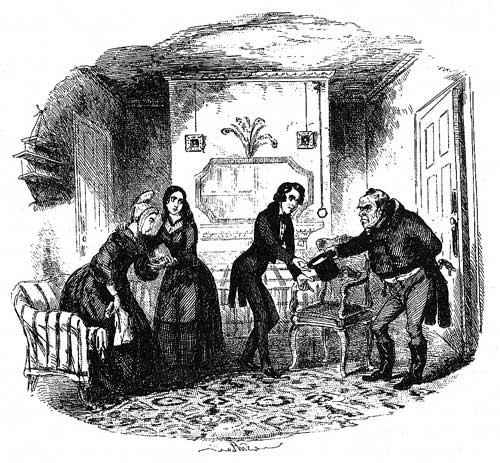
Première visite de M. Ralph Nickleby à ses « protégés ».

Nicholas Nickleby (senior) a reçu, en héritage de son père Godfrey Nickleby, une ferme située à Darwish dans le Devonshire et un capital de 1 000 £, à quoi s'ajoute bientôt la même somme en dot de sa femme. Le couple a deux enfants, Nicholas (junior) et Kate, pour l'éducation desquels les Nickleby dépensent sans compter. Désireux d'accroître ses revenus, Nicholas cherche à investir ce qui lui reste d'argent. « Spécule donc », lui recommande son épouse, ce qu'il fait et qui le ruine, ; puis il meurt, laissant une veuve et deux enfants de dix-neuf et quatorze ans (encore que Dickens varie en ce qui concerne l'âge de la cadette) sans le sou. Après les obsèques, la famille se demande d'où viendra le prochain repas et se tourne vers le frère du défunt, Ralph Nickleby, qui, ayant hérité de 3 000 £ de Godfrey et bien géré ses avoirs, dispose d'une fortune confortable. Ce que les Nickleby ignorent, c'est que Ralph est un prédateur financier aux usages véreux, pratiquant l'usure et vivant dans le luxe à Londres, mais dans un quartier insolite, Golden Square, à la périphérie nord-ouest, où déambulent « des hommes au teint sombre, […] avec de grosses bagues, des favoris buissonneux » (« dark-complexioned men who wear large rings, […] and whiskers »), et où s'abritent des musiciens laissant « flotter le soir, autour de la tête de la languide statue, des pianos et des harpes ». Si une plaque de cuivre indique sa présence, c'est sans doute par prudence qu'il cache ses activités coupables au milieu des interlopes et des artistes.
Mrs Nickleby et ses deux enfants partent donc pour Londres dans l'espoir d'améliorer leur sort grâce à l'aide de ce parent ; d'abord logés au deuxième étage d'un bâtiment que loue Miss La Creevy, miniaturiste, ils y reçoivent la visite de l'oncle Ralph qu'ils espèrent secourable mais qui, au lieu de leur donner de quoi survivre, décide d'envoyer Nicholas comme adjoint (usher) dans un pensionnat du Yorkshire, Dotheboys Hall, où les enfants sont censés recevoir un enseignement en mathématiques, astronomie, géométrie, orthographe et « toutes langues, mortes ou vivantes ». Puis il engage Kate comme apprentie pour un salaire de misère chez Madame Mantalini, couturière de la « bonne société » à Cavendish Square. Enfin, il reloge la mère et la fille dans une vieille bâtisse de Thames Street, « avec des portes et des fenêtres si maculées de boue qu'on eût dit que personne n'y avait habité depuis une éternité ».
Cette sinistre demeure annonce les nuages que Ralph va amonceler sur la famille infortunée.

### L'école-mouroir, puis le théâtre ambulant

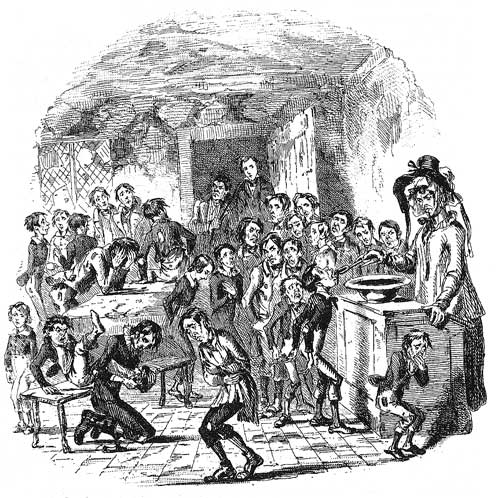
La classe de M. Squeers.

Le directeur de Dotheboys Hall, l'école où Nicholas a été embauché, M. Wackford Squeers, est un homme particulièrement cruel. Sa femme et lui se chargent de l'enseignement, mais n'apprennent rien à leurs élèves qu'ils maltraitent et affament, si bien que l'école ressemble à une cour des miracles pitoyable. Au début, Nicholas, qui a besoin de ses maigres émoluments pour nourrir sa famille, serre les dents, jusqu'au jour où Squeers s'en prend une fois de plus au jeune Smike, attardé mental qu'affaiblissent les mauvais soins. Alors, pris d'une soudaine rage, il se saisit de la verge avec laquelle Squeers est en train de fouetter le jeune garçon et rosse copieusement le directeur.
Accompagné de Smike, il prend la fuite en direction de Portsmouth, dans l'intention de s'engager dans la Royal Navy comme matelot. À environ douze miles du port, alors qu'il séjourne dans une auberge, il fait la connaissance de Vincent Crummles, directeur d'une troupe de théâtre haute en couleur. Les comédiens se préparent à donner un spectacle à Portsmouth et, chemin faisant, mû par un élan de sympathie partagée, Crummles engage Nicholas et Smike pour effectuer divers travaux, en particulier la confection d'affiches publicitaires. Sous la direction de Crummles, toutefois, Nicholas et Smike se forment à l'art de la scène et se hasardent à jouer dans Roméo et Juliette de Shakespeare, Nicholas tenant le rôle-titre et Smike celui de l'apothicaire.

### Les méchants et les bons

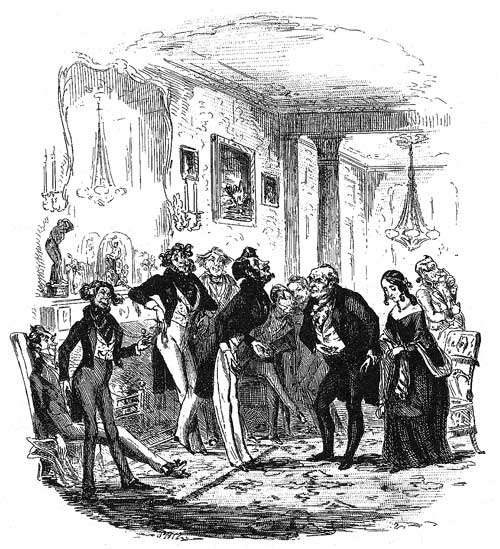
On présente Kate à de douteux gentlemen.

Kate, de son côté, est la proie d'une effroyable entreprise : son oncle Ralph tente d'utiliser ses charmes pour séduire ses acolytes en affaires, dont le jeune et niais Lord Frederick Verisopht, à qui il désire prêter de l'argent à un taux exorbitant. Plus dangereux est le visqueux et concupiscent Sir Mulberry Hawk, qui, lors d'un dîner chez Ralph, lance : « Et voici Miss Nickleby qui se demande pourquoi diable personne ne lui fait l'amour », puis parie cinquante livres sur la gêne de la jeune fille : « Miss Nickleby est bien incapable de me regarder dans les yeux et de me dire que telle n'était pas sa pensée » ; sur quoi Kate quitte la salle en pleurs et se réfugie dans sa chambre. Dès lors, les rapaces ne lui laissent aucun répit. Hawk réussit à amadouer Mrs Nickleby qui pense que, somme toute, il est homme de bien et mérite que sa fille soit gentille avec lui. Cependant, Kate demande à son oncle d'intervenir pour que ses amis cessent de l'importuner. À cette requête, Ralph oppose un refus « nerveux et chagriné » : indisposer ses clients, ses alliés en affaires, il ne saurait en être question.
Nicholas, gêné par le statut social imposé aux comédiens, indigne, pense-t-il, de son état et, surtout, de la réputation de sa sœur, quitte avec Smike la troupe Crummles pour rejoindre Londres où l'attend le secrétaire de Ralph, Newman Noggs, avec une lettre pressante. Alors qu'il recherche son correspondant, il surprend une conversation dans un restaurant de Park Lane : plusieurs messieurs qu'il ne connaît pas parlent en termes injurieux de Kate ; parmi eux, un certain Sir Mulberry Hawk qu'il prend aussitôt à partie après s'être identifié, le traitant de menteur et de couard, de « bandit sans âme » (« spiritless scoundrel »). Sur ce, Hawk quitte l'établissement et se dirige vers son équipage ; soudain, il se retourne, le fouet à la main, et en lacère Nicholas qui est à sa poursuite. S'ensuit une lutte, au cours de laquelle Nicholas se saisit du manche brisé et, d'un trait, laboure le visage de son adversaire. Quelques jours plus tard, Newman Noggs, qui a pris l'ampleur des méfaits de son patron, confirme à Nicholas les vexations que subit sa sœur et la complicité de Ralph.
La bonne fortune veille, cependant : au hasard d'une nouvelle rencontre, le jeune homme est providentiellement recruté comme employé chez de généreux comptables, les frères jumeaux Charles et Edwin (Ned) Cheeryble. Habitués à la déférence : « Brother Charles, my dear fellow […] » (« Mon frère Charles, cher ami »), ils s'habillent à l'identique avec un gilet bleu, un large chapeau blanc, et, en toutes occasions, se comportent sans qu'on puisse déceler la moindre différence entre eux. Les émoluments promis au nouvel employé représentent un revenu important assurant à Nicholas et sa famille un digne confort de vie, d'autant que les frères leur ont aussi trouvé un beau logis.

### Madeline Bray, victime et promise

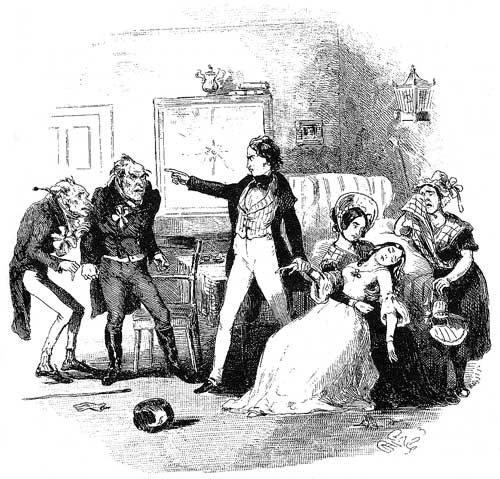
Nicholas, de nouveau au secours de l'infortunée.

Apparaît cette fois le septuagénaire Arthur Gride, autre acolyte de Ralph, qui poursuit de ses assiduités la belle Madeline Bray. Le père de cette dernière s'est endetté auprès du vieil aristocrate qui est prêt, assure-t-il, à effacer l'ardoise s'il obtient la main de la fille. Madeline ne concevant d'autre issue à la situation, la date du mariage est arrêtée. Mais Nicholas veille et, apprenant ces noirs desseins, intervient auprès de Gride qu'il traite de « misérable salaud » (« wretch and villain »). Le lendemain, jour fixé pour la cérémonie, Gride informe Ralph des propos de son visiteur, et les deux hommes se font aussitôt transporter au domicile de Miss Bray. Là, alors que M. Bray déplore le sort cruel de sa fille, Ralph utilise son charme rhétorique pour le persuader du contraire, l'assurant que Gride n'a pas longtemps à vivre et que Madeline sera bientôt une riche veuve. Satisfait de cette perspective, M. Bray monte s'habiller dans sa chambre.
Surviennent Nicholas et Kate, résolus à faire échouer le mariage. Mais — heureuse intervention de la Providence — M. Bray s'effondre et meurt, libérant du coup Madeline de toute contrainte. Nicholas, qui a succombé au charme de la jeune fille, l'enlève aussitôt pour l'installer chez sa mère et sa sœur, hors de portée, pense-t-il, des atteintes de Ralph et de sa clique. Ralph et Gride s'en vont et, arrivés chez l'usurier, ont une mauvaise surprise : sa gouvernante Peg Sliderskew s'est volatilisée avec tous ses documents. « Je suis un homme ruiné ! », s'écrit Gride ; en effet, parmi les actes volés figure le transfert de propriété à Madeline en cas de décès. La voleuse, semble-t-il, jalouse du mariage de son maître qu'elle espérait épouser, s'est vengée. C'en est assez pour Ralph qui, convaincu que Nicholas finira par s'unir à Madeline, ne supporte pas l'idée qu'il partage une telle fortune et le poursuive encore plus de sa haine. De retour chez lui, cependant, l'attend une nouvelle surprise : une lettre, qui l'informe de la perte de 10 000 £. Furieux, il récupère avec l'aide de Squeers les documents volés et les garde à son profit, puis il fait enlever Smike qu'il renvoie à Dotheboys Hall sous un faux nom, celui d'un fils d'un certain Snawley qui a déjà confié ses deux beaux-fils à l'établissement. Smike s'échappe une deuxième fois et rejoint Nicholas qui en assure la garde.

### La confession de deux repentis

#### Newman Noggs

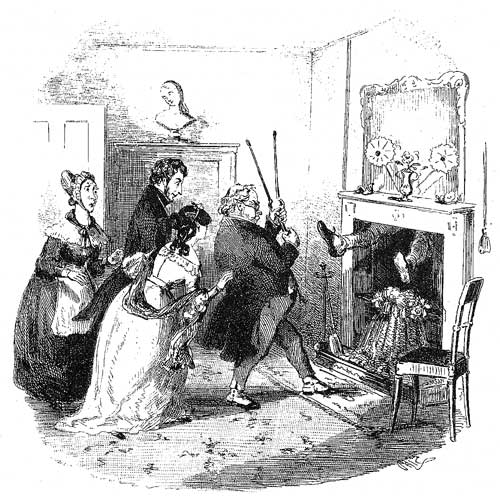
Le bon Charles Cheeryble en action.

Charles Cheeryble se rend un matin chez Ralph Nickleby pour l'informer qu'une nouvelle extrêmement grave l'attend au bureau. Ralph, qui n'a que mépris pour ces deux frères ayant pris le parti de Nicholas, répond à la convocation dans l'après-midi et exige qu'on l'informe sans délai. Il est reçu par Charles et Ned Cheeryble, qu'accompagnent Newman Noggs et le fidèle employé de la maison Tim Linkinwater, puis un certain Brooker, mendiant de son état. Les frères annoncent d'abord que Ralph est ruiné, puis que Smike est mort dans les bras de Nicholas, victime de la tuberculose et des mauvais soins. Ralph ne pouvant cacher sa joie, les frères abattent leur carte : Noggs, ancien secrétaire de Ralph et au fait de ses dossiers, dénonce une à une les malversations commises par son patron.
C'est ensuite au tour de Brooker de rapporter des faits encore plus troublants.

#### Brooker
Autrefois associé à Ralph, explique-t-il, il a été arrêté pour manquement dans le remboursement d'un prêt à 50 % et jeté en prison. En réalité, cet enfermement a été manigancé par Ralph parce qu'il avait réclamé sa part de bénéfice. À sa libération, faute de mieux, il s'est fait réembaucher par Ralph, trop heureux de retrouver en lui un expert en indélicatesse. Quelque temps plus tard, il a eu communication d'une étrange nouvelle : son patron a été secrètement marié à une dame du Leicestershire, héritière d'une « fortune plutôt conséquente » (« a pretty large property ») mais en butte à son frère qui, refusant l'union projetée, menaçait de la rayer de son testament. « Et ainsi, s'exclame Brooker, […] ils attendaient qu'il se casse le cou ou meure d'une quelconque fièvre » (« So they went on, Brooker says, […] waiting for him to break his neck or die of a fever »).
De cette union est né un fils, aussitôt soustrait à sa mère et confié à une nourrice. Les mois passant, l'épouse demande que le mariage soit rendu public, ce que Ralph refuse, impatient que son beau-frère, alors malade, décède et libère son magot. S'ensuit une querelle, après laquelle Ralph reste à Londres, et son épouse retourne dans le Leicestershire, d'où, alors que la mort du frère semble imminente, elle s'enfuit avec un autre homme. Lancé à la poursuite des amants, Ralph qu'anime la cupidité ou à défaut la vengeance, fait saisir l'enfant, dit Brooker, un petit garçon, qu'il « m'a donné l'ordre de ramener à la maison » (« intrusted me with the charge of bringing it home »).
Brooker poursuit son récit : six années ont passé, Ralph a appris la mort de l'épouse infidèle ; Brooker a logé l'enfant, malingre et en mauvaise santé, dans une mansarde chez son maître qui s'en désintéresse. Un jour, le garçonnet semble au plus mal et Brooker prend sur lui d'appeler un médecin : la prescription est formelle, il faut « un changement d'air, indispensable à sa survie », ce dont Ralph, à sa surprise, conçoit une certaine tristesse, soit, dit Brooker, « qu'il ait ressenti de la déception dans les intentions qu'il entretenait, soit qu'il ait éprouvé une certaine tendresse naturelle » (« He might have been disappointed in some intention he had formed, or he might have had some natural affection »). L'enfant est placé chez Squeers à Dotheboys Hall comme étant le fils d'un certain Smawley (qui y a mis ses deux beaux-enfants et aquiesce à la supercherie) et, ce que Ralph ignore, sous le nom de Smike.
« Parce qu'il [Ralph] m'avait traité avec cruauté », continue Brooker, il avait résolu de faire chanter Ralph en le menaçant de dévoiler sa paternité ; mais il a fléchi et sa conscience l'oblige maintenant à révéler une autre vérité : en réalité, Smike qui vient de mourir, c'est ce petit enfant malingre, le fils de Ralph.

### Le dénouement

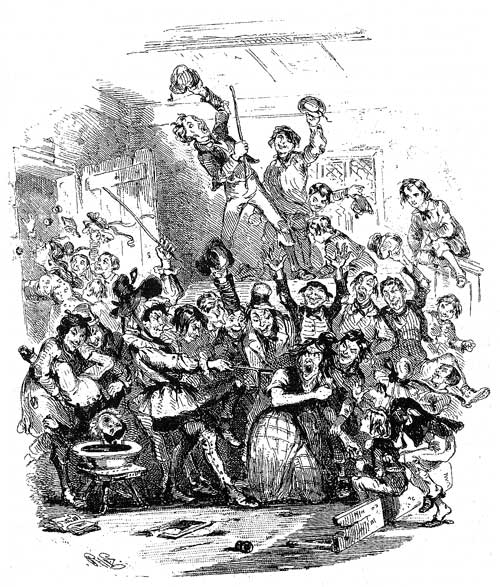
La débâcle à Dotheboys Hall.

Il fait l'objet du dernier chapitre, le LXVe, intitulé « Conclusion ». En trois pages, Dickens boucle l'histoire, précise le sort des personnages, dresse l'idyllique tableau final.

#### Ralph Nickleby
Déjà abattu par la perte de son argent, Ralph ne résiste pas à la nouvelle que son fils est mort dans les bras de Nicholas en le maudissant. Il s'en va et sera trouvé pendu dans ses appartements. La famille Nickleby renonce à l'héritage, qu'elle juge sale et mal acquis, ce que commente ainsi le narrateur : « Les richesses pour lesquelles il s'était éreinté jour et nuit, qui avaient chargé son âme de bien des maux, furent en définitive empochées par l'État, sans que quiconque en fût plus avisé ou plus heureux » (« The riches for which he had toiled all his days, and burdened his soul with so many evil deeds, were swept at last into the coffers of the state, and no man was the better or the happier for them »).

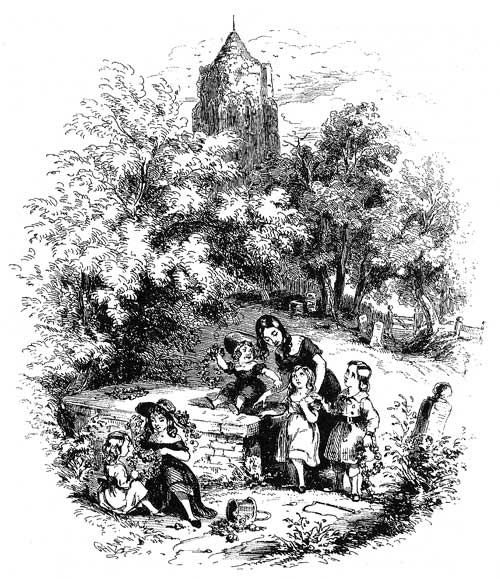
Tout est bien qui finit bien.

#### Wackford Squeers
Quant à Squeers, comme le raconte Nicholas en visite chez John Browdie, il a été condamné à sept ans de déportation pour recel de testament volé. Curieux de savoir ce qui se passe à Dotheboys Hall, Browdie prend son cheval et se rend sur les lieux. L'école est en effervescence, les élèves, écœurés par le brouet servi au petit-déjeuner, sont entrés en rébellion, qui perchés sur un pupitre, qui coiffés du bonnet en castor de Mrs Squeers et armés d'une cuiller de bois, l'obligeant à s'agenouiller pour avaler l'affreux mélange « rendu encore plus goûteux par l'immersion dans la bassine de la tête de Master Wackford », le fils bien-aimé des Squeers (« rendered even more savoury by the immersion in the bowl of Master Wackford's head »). Puis, soudain encore plus déterminés, ils s'exclament : « Squeers est en prison, […] on […] se barre » (« "Squeers is in prison, […] let's […] coot off as quick as you loike" »). Cinq minutes plus tard, l'école est vide ; elle ne rouvrira pas.

#### Sir Mulberry Hawk, Arthur Gride, Mrs Sliderskew
Arthur Gride est assassiné par des malfaiteurs entrés un soir par effraction pour faire main basse sur ses liasses ; Mrs Sliderskew, la gouvernante de sa maison, est « partie au-delà des mers » et « selon le cours de la nature, n'est jamais revenue » (« in the course of nature, never returned ») ; quant à Brooker, il décède rongé par le remords d'avoir commis tant de malversations sous l'influence de Ralph, et il est bientôt suivi par Sir Mulberry Hawk, qui croupissait dans une prison pour dettes.

#### Nicholas et Kate
Nicholas épouse Madeline Bray, et ensemble, ils rachètent la maison de famille des Nickleby où ils s'installent. Le même jour, Kate convole avec Frank Cheeryble, neveu des généreux comptables. M. Linkinwater va lui aussi à l'autel en compagnie de Miss La Creevy, sa miniaturiste de logeuse. Les frères Cheeryble prennent leur retraite, mais leur entreprise demeure, répondant désormais à l'enseigne Cheeryble and Nickleby, puisque Nicholas s'y est associé à Frank. Les années s'écoulent ; des enfants naissent aux foyers de Nicholas et de Kate ; Mrs Nickleby partage également son temps entre son fils et sa fille ; Newman Noggs, logé tout près, joue au grand-père ; et les petits cueillent de jolis bouquets dans les prés pour fleurir la tombe de « leur pauvre cousin mort » (« their poor dead cousin »), dont ils parlent à voix « basse et douce » (« low and softly »),.

## Personnages

### La famille Nickleby
- Nicholas Nickleby (the Elder) (l'Ancien), qui n'apparaît qu'en souvenir ; fils de Geoffrey Nickleby, père de Nicholas et de Kate, frère de l'oncle Ralph, il meurt peu après avoir malencontreusement investi sa fortune.
- Nicholas Nickleby (the Younger) (le Jeune) : à son sujet, Dickens a écrit dans sa préface : « Si on trouve que Nicholas est parfois blâmable ou déplaisant, je ne l'ai pas toujours voulu tel. Jeune homme de tempérament fougueux et sans grande expérience, je n'ai vu aucune raison de hisser semblable héros au-dessus de la nature. »[42] Alec Waugh remarque qu'il « a des idées bien arrêtées sur la façon de se faire dans le monde »[43].
- Ralph Nickleby : l'oncle avare et usurier, qui déteste l'idéalisme de son neveu et n'a aucune objection à ce que Kate soit victime des avances du vieux Sir Mulberry Hawk. C'est lui-même qui sera détruit : ses affaires périclitent et, apprenant que Smike est son fils et qu'il est mort en le haïssant, il se donne la mort.
- Kate Nickleby : belle, vulnérable et plutôt passive, quoique douée du courage et de la volonté animant son frère Nicholas, elle est récompensée par un heureux mariage avec Frank Cheeryble.
- Mrs Nickleby : Dickens l'a voulu têtue, bavarde et sujette aux fantaisies de l'imagination. Thackeray voyait en elle l'un des personnages les plus comiques et réussis qui fût[44].

### La clique de Ralph Nickleby
- Newman Noggs : homme à tout faire de Ralph, il devient l'ami fidèle de Nicholas. Victime de son alcoolisme, il dissimule son heureuse disposition et sa compréhension de la nature humaine sous des dehors irrationnels et un comportement excentrique.
- Sir Mulberry Hawk : aristocrate vicieux et habitué des jeux d'argent, il a pris Lord Frederick Verisopht sous sa coupe et poursuit Kate de ses assiduités. Il finit par tuer Lord Frederick en duel et trouve refuge en France où il vit dans le luxe, puis, une fois sa ruine accomplie, il rentre en Angleterre et meurt dans une prison pour dettes.
- Lord Frederick Verisopht : jeune et riche aristocrate qui est la dupe de Hawk. Il s'éprend de Kate et, sur les injonctions de son mentor, cherche à la retrouver. Finalement, il se retourne contre Hawk et, la dispute tournant mal, il trouve la mort dans le duel qui s'ensuit.
- M. Pluck et M. Pyke : parasites de Hawk, toujours ensemble, à la fois intelligents, rusés et élégants, ils s'avèrent parfaits pour exécuter les basses œuvres de leur maître.
- Arthur Gride : Dickens l'a voulu dépourvu de la moindre qualité ; partenaire de Ralph, il est riche mais vit de rien dans une vaste maison vide ; il vole le testament du grand-père de Madeline Bray qu'il convoite pour accaparer ses biens.
- Peg Sliderskew : très sourde et quelque peu sénile, elle est gouvernante de la maison de Gride ; par jalousie, elle récupère le testament sur lequel Gride a mis la main, ce qui lui donne un rôle important dans le dénouement de l'histoire.
- Brooker : vieux mendiant, il apparaît plusieurs fois avant qu'on apprenne qu'il a été l'employé de Ralph ; ancien forçat jeté en prison par la haine de son maître, il est revenu au pays pour le faire chanter. Sans succès dans cette entreprise, il se repent et sa confession permet à l'usurier d'apprendre la vérité sur lui-même.

### Dotheboys Hall

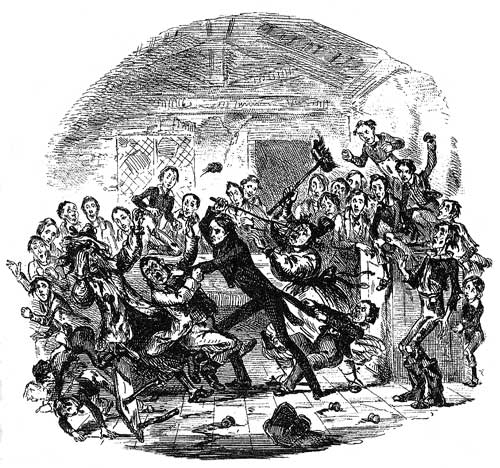
Nicholas fait l'« étonnement » des Squeers.

- Smike : il s'enfuit avec Nicholas de l'école mortifère où il a passé presque toute sa vie. Il s'éprend de Kate et a le cœur brisé quand il comprend qu'elle aime Frank Cheeryble. Ce n'est qu'après sa mort que le lecteur et les personnages concernés apprennent qu'il est le fils de Ralph Nickleby.
- Wackford Squeers : maître d'école du Yorkshire, directeur de Dotheboys Hall, qui maltraite ses élèves, les affame et les fouette. Il est rossé par Nicholas qu'il poursuit de sa haine. Finalement arrêté et jugé, il est condamné à la déportation en Australie.
- Mrs Squeers : encore plus cruelle que son mari, elle déteste Nicholas ; elle finit humiliée par ses élèves entrés en rébellion.
- Fanny Squeers : fille des Squeers, elle s'éprend de Nicholas qui la repousse. Sa seule amie est Tilda Price (Tilda Browdie à la fin du roman), mais sa mesquinerie aura raison de ce lien.
- Le jeune (young) Wackford Squeers (Master Wackford Squeers) : fils chéri des Squeers qui lui donnent les cadeaux destinés aux élèves et le gavent pour montrer à quel point la nourriture est bonne ; devenu obèse, il se préoccupe surtout de se remplir l'estomac et de brutaliser les enfants, à la grande fierté de son père.
- John Browdie : fiancé de Tilda, marchand de blé du Yorkshire mal dégrossi mais jovial ; c'est lui qui vient au secours de Smike lorsque Squeers l'a repris. Brave garçon sans façon et plutôt querelleur, il donne à Dickens l'occasion d'exercer sa veine comique.
- Matilda Price (Browdie) (Tilda) : plutôt jolie à dix-huit ans, elle s'accommode de la mesquinerie de Fanny avant de se séparer de cette dernière. D'abord assez délurée, elle se range en épousant John Browdie.

### La troupe du théâtre Crummles
- M. Vincent Crummles, directeur ; il professe la fierté de son art, quoiqu'il dise aspirer à une vie plus rassérénée. À la fin du roman, il poursuit sa carrière sur les scènes américaines.
- Mrs Vincent Crummles, l'épouse flamboyante et redoutable, à la voix « sépulcrale » (chapitre XXIII) mais aimante et affectueuse ; Dickens laisse planer le doute sur ses réels mérites.
- Master Crummles et Master Percy Crummles, fils des Crummles, eux aussi membres de la troupe.
- Miss Ninetta Crummles, « l'enfant prodige » (The Infant Phenomenon), fille de M. and Mrs Crummles ; présentée comme « l'enfant-phénomène de dix ans », elle a dix ans depuis huit années déjà, son régime à base de gin lui ayant octroyé l'éternelle jeunesse.
- M. Folair : danseur et mime, c'est un hypocrite qui flatte, puis médit quand ses interlocuteurs ont le dos tourné.
- Miss Snevellicci : la réelle vedette ; Nicholas et elle flirtent sans vergogne, mais elle finit par se marier avec quelqu'un d'autre.
- M. Thomas Lenville : tragédien jaloux du succès de Nicholas.

### Londres et ses alentours
- Miss La Creevy : elle loge les Nickleby à Londres ; portraitiste en miniature, elle est récompensée par son amour envers Tim Linkinwater.
- M. Snawley : marchand d'huile qui a confié ses deux beaux-fils à Dotheboys Hall et qui prétend être le père de Smike.
- Madame et Monsieur Mantalini : ils tiennent l'atelier de couture où est placée Kate ; M. Mantalini se laisse vivre aux crochets de son épouse qu'il vole et domine par un chantage au suicide. Mme Mantalini finit par le quitter et vend son commerce à Miss Knag. M. Mantalini réapparaît à la fin du roman, vivant dans la pauvreté et attaché à une laveuse à domicile qui l'a sorti de la prison pour dettes.
- Miss Knag : bras droit de Mme Mantalini, elle reprend l'affaire après la faillite de l'entreprise ; vieille fille, elle vit avec son frère Mortimer, romancier sans lecteurs.

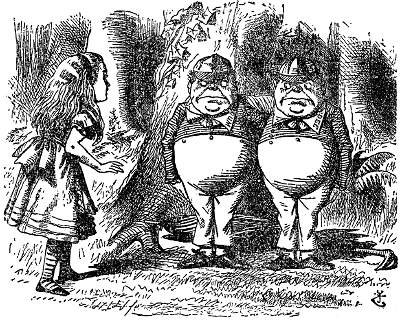
Tweedledum et Tweedledee.

- Charles et Ned Cheeryble : les jumeaux Cheeryble, de Threadneedle Street (rue de Filaiguille) ; ils évoquent les légendaires Tweedledum et Tweedledee de la comptine écrite par John Byrom et popularisée par Lewis Carol dans De l'autre côté du miroir. L'illustrateur Harold Copping (1863-1932), inspiré par Phiz, a rendu leur éternelle bienveillance en s'inspirant des chapitres XXXV et XXXVII où Nicholas rencontre Charles pour la première fois et où ils décident de récompenser leur employé Tom Linkinwater[45],[46].
- La famille Kenwigs : voisins de Newman Nogg, décrits comme étant excessivement ordinaires.
- M. Lillyvick : l'oncle de Mrs Kenwig ; notable aux yeux de sa famille, il n'en fait qu'à sa tête et épouse Miss Henrietta Petowker.
- Henrietta Petowker : du Théâtre royal de Drury Lane, l'une des stars de la troupe Crummles ; elle épouse M. Lillyvick mais le quitte au but d'un an pour un autre homme.
- Henry et Julia Wittiterly : riche couple ambitieux ayant engagé Kate comme demoiselle de compagnie. Les Wittiterly, éblouis par leurs relations, ne prêtent aucune attention aux indignités qu'elle subit.
- Frank Cheeryble (ou Francis) : neveu des frères Cheeryble, il épouse Kate à la fin du roman.
- Madeline Bray : elle épouse Nicholas ; rencontrée assez tard dans le roman, elle fournit l'occasion d'un suspense dramatique et d'une intrigue amoureuse.
- Walter Bray : père de Madeline, qui a dilapidé la fortune de sa femme et est débiteur de Ralph Nickleby et Arthur Gride. Il meurt subitement, ce qui libère Madeline de ses obligations.
- Tim Linkinwater : « le lion farouche », employé des frères Cheeryble, c'est un homme déjà âgé qui s'exprime par hyperboles ; il finit par épouser Miss La Creevy.

### Caractérisation des personnages
Dans un compte-rendu du dernier roman complet de Dickens, Our Mutual Friend, Henry James a écrit que « l'une des conditions premières de son génie [est] de ne pas voir sous la surface des choses » (« one of the chief conditions of his genius [is] not to see beneath the surface of things »).

#### Des personnages à deux dimensions?

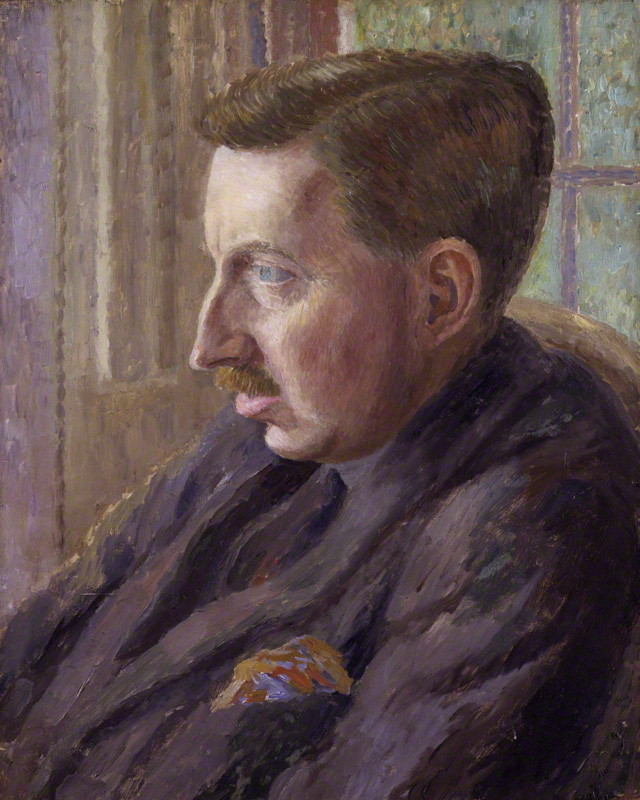
E. M. Forster, qui classe les personnages en « ronds » et « plats ».

De fait, comme le sera Our Mutual Friend, Nicholas Nickleby est parfois critiqué pour son « manque de caractérisation »,. Personnage à deux dimensions, sa seule motivation, écrit Mark Ford, est « de se doter d'une identité de gentleman » ; il représente ce que E. M. Forster appelle un « personnage sans épaisseur » (flat character),. De même, les bons sont invariablement tels et les repentis finissent par le devenir, les méchants, quant à eux, n'entrevoyant la lumière que lorsqu'ils sont menacés ou, comme Ralph, trop meurtris pour poursuivre leur chemin. D'autres, les comiques, jouent un rôle modeste dans l'intrigue, se bornant à apporter des instants de drôlerie quelles que soient les circonstances, en dociles marionnettes qui s'animent quand on a besoin d'elles. Ce sont les Knag, Grudden, Blockson, Snittle Timberry, Tix et Scaley, Curddle et Wititterly, sans compter les fantômes du passé qu'évoque Mrs Nickleby, des miss, les soupirants de ces miss, etc., tous aux noms éloquents.

#### Des noms éloquents
En effet, les noms propres choisis par Dickens sont comme des forages psychologiques. Avec eux, commence la description des personnages, le sens en étant explicite ou suggéré par des connotations linguistiques ou historiques. Si certaines allusions topiques sont aujourd'hui perdues sauf pour les spécialistes, les subtilités de l'agencement des sons restent accessibles, tant et si bien qu'il existe dans la langue des noms propres devenus communs, sans que leur paternité soit toujours connue.
Dans Nicholas Nickleby, le patronyme familial évoque une série de mots secs et coupants tels que fickle (volage), nickel (le métal), buckle (boucle), cackle (caquet), heckle (chahut), knuckle (phalange), nibble (grignoter), prickle (piquer), tickle (chatouille), sickle (faucille). Et la réunion de « Nicholas » et de « Nickleby », par l'allitération en n (occlusive nasale alvéolaire voisée), k (occlusive vélaire sourde), l (spirante latérale alvéolaire voisée), avec la chute sur b (occlusive bilabiale voisée), donne à entendre à la fois la bienveillance et la hargne de l'intéressé.
« Wackford Squeers » combine le whack de la volée et le squeez du serrement, lequel recèle le queer de l'étrangeté (maladive : a quirk), auxquels s'ajoute le « s » du pluriel, donc de la récidive ; le fantasque « Crummles » rappelle l'émiettement » (crumb), d'où le crumble sucré, que corse pourtant crummy (minable), lui-même euphémisme de « M.... alors ! ». « Mulberry Hawk », le faucon fou, comme ivre de mulberry wine (vin de mûre), au nez bourgeonnant comme une berry (baie), et son compère « Gride », qui moud et grince (grind), et finit sur le gril (grid), le délicieux « Cheeryble », disant la bonne humeur (cheerful), les verres qui trinquent (cheers!), le sherry dégusté après un bon dîner, le tout agrémenté du -ble de la fin, en soi gazouillis (warble), pétillement (bubble), féerie (parable), tous ces noms évoquent des cascades de sens se multipliant à l'infini en abyme.
Dernier exemple : Peg Sliderskew, la gouvernante d'Arthur Gride. « Peg », une patère, une pince à linge, et « Sliderskew », visqueuse comme une anguille (slide), traitresse comme une araignée (spider), pointue comme une broche (skewer) et à jamais de travers (skew, askew).

#### Un cas d'espèce: Mrs Nickleby

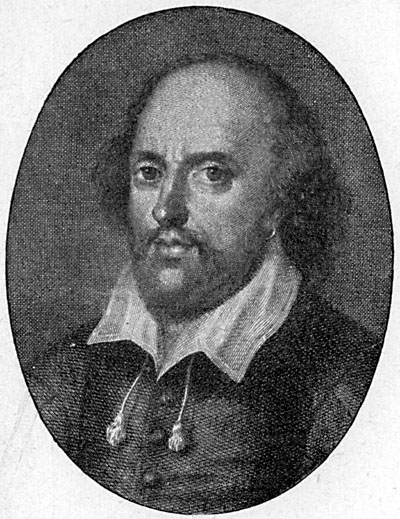
Shakespeare, que Mrs Nickleby voit en rêve tout habillé.

La mère de Nicholas, Mrs Nickleby, aurait été inspirée à Dickens par sa propre mère, Elizabeth, qui, semble-t-il, ne s'est pas reconnue, se demandant même si semblable personne pouvait vraiment exister.
De fait, Mrs Nickleby est un cas d'espèce : personnage attaché au destin de son fils, elle prend du relief au fur et à mesure que son bagout dévide son flot de paroles ; Mark Ford note que ses incoercibles monologues génèrent une sorte de syntaxe du subconscient qu'il compare à celle de la Mary Bloom de Joyce, dans Penelope, le dix-huitième et dernier épisode de Ulysse, le vendredi 17 juin au petit matin,. Mrs Nickleby elle-même déclare souvent qu'elle voit loin « sous la surface des choses » (« beneath the surface of things »), au point que ses interlocuteurs en restent parfois médusés : « Voilà une curieuse association d'idées, Maman, non ? » (« That's a curious association of ideas, is it not, mama? »),, s'exclame sa fille.
Mark Ford ajoute que les souvenirs vagabonds de Mrs Nickleby défilent selon une logique intérieure à la fois « mystérieuse et irrésistible », défiant toute interruption ou contradiction. Le spectacle du monde lui offre un foisonnement de détails qui, galvanisant son insatiable curiosité, alimente l'arbitraire de ses réflexions. Par exemple, après que Nicholas a sauvé Madeline des griffes de Gride, ce qu'elle n'approuve pas, elle se lance dans un long discours sur une certaine Jane Dibabs, coulant des jours heureux avec un mari bien plus âgé qu'elle, dans un « petit » cottage au toit de chaume, avec un « petit » porche délicieux que couvrent des méandres de chèvrefeuille, et d'où s'échappent des perce-oreilles qui finissent dans les tasses de thé, et où les grenouilles, tapies dans les joncs, ont des yeux de « chrétiens ». Ce qui la conduit à Shakespeare dont elle rêve la nuit, vêtu d'un costume avec deux pompons, « exactement comme il était dans la vie ». Pour George Orwell ce luxe de « détails superflus » « est l'extraordinaire marque, reconnaissable entre toutes, de l'écriture dickensienne » (« The outstanding, unmistakle mark of Dickens's writing is the unnecessary detail »).
Ces associations d'idées, d'images, de sensations révèlent une vie intérieure grouillante, mais étrangère à la réalité du monde, fractionnée, note Mark Ford, en une multitude de petites notations pittoresques qui finissent par « écras[er] le sens de tout ce qu'elle a à dire » (« overwhelm whatever point that she is trying to make »). Pourtant, elle seule réussit à convoquer les « fondamentaux de l'existence » (« the fundamental imperatives of existence »), le manger, le sexe, l'amour, la mort, la notion de classe, la précarité financière, tout cela « réuni dans son discours sur le porc à la broche que lui inspire une chaude journée d'été » (« bound up together in her discourse on roast pig inspired by the warm summer day »).

#### «L'éblouissant M. Mantalini» (Mark Ford)

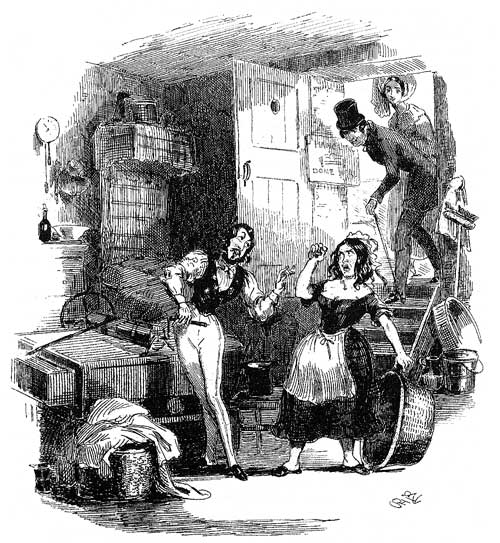
Mme Mantalini en sa condition de laveuse.

Autre personnage auquel le bagout sert de personnalité, « l'éblouissant M. Mantalini » comme l'appelle Mark Ford, le prodigue mari de Mme Mantalini de Cavendish Square, Londres. Son nom, Murtle, a été italianisé, « la dame à juste titre considérant qu'un patronyme anglais infligerait de graves dommages à son affaire » (« the lady rightly considering that an English appellation would be of serious injury to the business »), et il métamorphose sa conduite irresponsable en figures de rhétorique qui éblouissent son épouse, ses formules alambiquées et flamboyantes la fascinant par leur brillant, « elle qui [l]'entoure de ses charmes enjôleurs comme un bel ange de serpent à sonnette » (« she who coils her fascinations around [him] like a pure and angelic rattle-snake »). Devant une telle virtuosité, le jugement s'efface et les mots assurent la survie : le chantage au suicide de M. Mantalini, en particulier, témoigne d'une redoutable imagination capable, en un tour de phrase et avec une gouaille de faubourg, de brosser des tableaux d'une désopilante et désarmante désolation : « Je remplirai mes poches d'un souverain en pièces de deux-sous, je me noierai dans la Tamise, mais sans éprouver la moindre colère envers elle, même à ce moment-là, preuve en est que je lui mettrai un mot à la poste à deux-sous […], pour lui dire où se trouve le corps. Elle sera une adorable veuve, et moi un corps […], un foutu corps mouillé, humide, moche » (« I will fill my pocket with change for a sovereign in half-pence, and drown myself in the Thames; but I will not be angry with her even then, for I will put a note in the two-penny post […], to tell her where the body is. She will be a lovely widow. I shall be a body […] a demmed damp, moist, unpleasant body »),.

## La satire sociale et morale

### L'institution scolaire

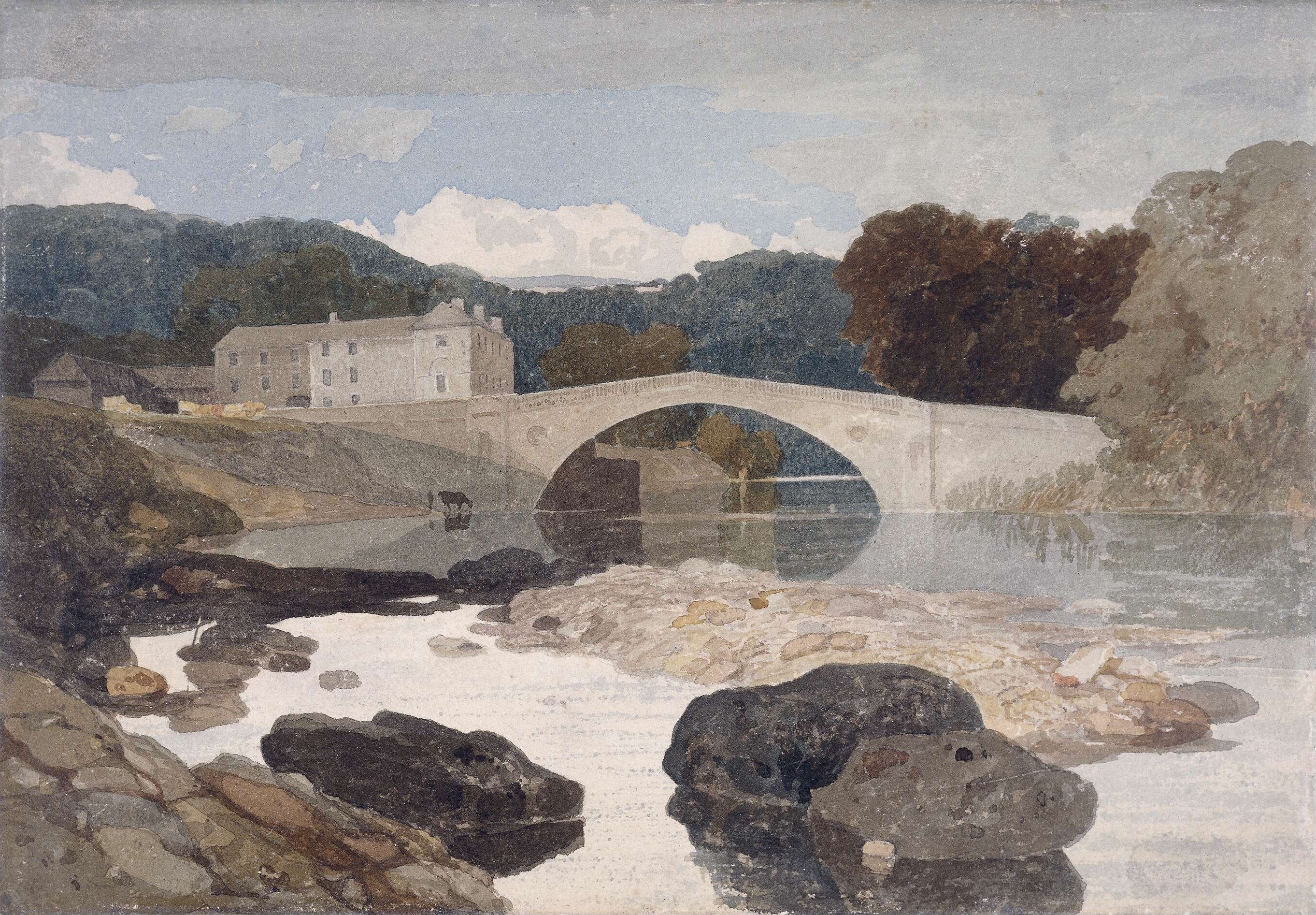
Greta Bridge, Dotheboys Hall dans le roman, en 1805, par John Sell Cotman (1782-1842).

Des quelques mois passés par Nicholas à Dotheboys Hall découle toute l'intrigue du roman, les trois chapitres consacrés à Geoffrey Nickleby avant sa mort et à la rencontre avec Ralph ne servant que de préambule. En effet, c'est parce qu'il s'oppose à Wackford Squeers que le jeune héros est obligé de fuir, que Smike l'accompagne, qu'il erre sur les chemins et rencontre des personnages pittoresques ; c'est aussi parce qu'il reste en butte à la vindicte du directeur que l'oncle Ralph, trop heureux de l'aubaine, trouve un allié et que le rejoignent ses acolytes peu recommandables, etc. De plus, comme le souligne Andrew Sanders, dans la mesure où sont exposés les sévices subis par les enfants dans cette sinistre école du Yorkshire, et aussi dans celle où, plus tard, les méfaits commis par des aristocrates oisifs et indignes sont dénoncés, un abus social devient, une fois encore, le noyau de l'intrigue choisie par Dickens.
Depuis qu'il a huit ans, en effet, Dickens a peur des institutions scolaires, depuis qu'un petit garçon de son âge lui a raconté comment son directeur lui a ouvert à vif un abcès purulent avec un canif taché d'encre. Vingt ans après, comme il l'explique dans sa préface au roman, il s'est rendu dans une école du Nord de l'Angleterre (à Greta Bridge, dans le comté de Durham), choisissant l'hiver pour n'en escamoter aucune dureté, se servant de fausses lettres de recommandation au nom de son compagnon (son illustrateur Hablot K. Browne), prétextant qu'il recherche une bonne école pour le fils d'une amie veuve. Nicholas Nickleby raconte donc la vie ordinaire de l'école de Greta Bridge, Bowes Academy, que dirige M. William Shaw, bourgade située à l'époque dans le West Riding du Yorkshire, aujourd'hui rattachée au comté de Durham ; d'ailleurs, Dickens fait directement allusion à cette bourgade dans son roman, puisqu'il mentionne le George and New Inn, Greta Bridge, télescopage, sans doute, des noms de deux auberges qui ont bel et bien existé,,.

Dans la même préface, il rend compte de ses conclusions ; déplorant que les maîtres d'école soient les seuls du royaume à pouvoir exercer sans la moindre qualification, il écrit sur le ton acerbe puis ironique : 

« […] ces maîtres du Yorkshire étaient les plus vils et les plus pourris qui soient. […] Courtiers de l'avarice, l'indifférence et l'imbécilité des parents, profiteurs de l'impuissance des enfants ; ignorants, sordides, brutaux, à qui bien peu de gens avisés auraient confié la pension de leur cheval ou de leur chien, ils formaient la clef de voûte […] d'une magnifique structure fondée sur le LAISSER-ALLER qui, en absurdité et en négligence, a rarement eu son pareil dans le monde,. »

Sa satire s'est avérée efficace : dans les dix ans suivant la parution du roman, presque toutes les écoles du Yorkshire qui maltraitaient leurs élèves ont fermé leurs portes.

### Le théâtre itinérant

#### La fascination du théâtre et quelques modèles
Dickens a toujours été fasciné par le théâtre où il se rend pratiquement chaque soir. Toute sa vie, « il s'est passionnément intéressé aux productions et aux interprétations des autres » (« All his life Dickens paid fierce, unremitting attention to other people's plays and to other people's performances ») et n'a eu de cesse d'essayer de jouer lui-même un rôle comme auteur, acteur, metteur en scène, librettiste, etc. Presque tous ses romans ont été portés à la scène. Nicholas Nickleby a connu un immense succès dans sa version scénique de huit heures produite par la Royal Shakespeare Company en 1980, et les lectures publiques de ses œuvres par l'auteur appartiennent à la légende, aussi bien au Royaume-Uni qu'aux États-Unis.
Parmi les personnages du roman se trouve la jeune actrice appelée l'« Enfant prodige » ; ce phénomène (The Infant Phenomenon) a été inspiré à Dickens par une certaine Jean Margaret Davenport, qu'il a vue se produire peu avant qu'il n'écrive les scènes relatives à la troupe de Vincent Crummles. Contrairement à sa Miss Ninetta Crummles, cependant, Jean Margaret Davenport a eu une brillante carrière, tant au Royaume-Uni qu'aux États-Unis.
The Life and Adventures of Nicholas Nickleby a été dédié à « un ami très proche, W. C. Macready, Esq. ». Il s'agit de l'acteur en vogue à l'époque, grand interprète de Shakespeare, mécène à ses heures, encourageant les jeunes auteurs à monter leurs pièces, Byron et son Marino Faliero par exemple, ou Browning et son impossible Stafford. C'est grâce à son talent que Sheridan Knowles, Thomas Talfourd, Edward Bulwer-Lytton ont connu de brefs instants de succès théâtral. Les temps sont difficiles pour l'art dramatique en Angleterre, la préférence allant aux pièces françaises, libres de droit. Dickens en est bien conscient qui fait dire à Nicholas par Crummles au chapitre XXIII : « Tiens, mets-moi ça en anglais, et inscris ton nom sur la couverture » (« There, just turn that into English, and put your name on the title page »). Macready s'est aussi efforcé d'améliorer le niveau des productions gâchées par le manque de répétitions, des costumes inappropriés, la beuverie des acteurs. Dickens et Macready se connaissent bien, John Forster ayant ménagé une première rencontre en 1837, alors que Dickens, qui suit l'acteur depuis 1832, est encore « Boz ». Dès lors, leur amitié et celle de leurs familles s'approfondissent, portées par l'admiration et le respect mutuels.

#### L'infamie des planches et la honte de Nicholas
Rien d'étonnant, donc, à ce que Macready apparaisse dans le roman, et pas seulement dans la dédicace, bien adressée en termes d'Esquire, mais sans que la profession du gentleman en question soit spécifiée. En effet, l'interlude Crummles pose la question du statut du comédien  Macready lui-même, quelle que soit sa renommée, éprouve de la honte à monter sur les planches : « Je vois que ma vie s'est dissipée dans une entreprise ingrate et indigne » (« I see a life gone in an unworthy, an unrequiting pursuit », écrit-il dans son journal intime en 1845 ; « Une grande énergie, une grande puissance d'esprit, de l'ambition, de l'activité qui, bien guidées, fussent sans doute parvenues à quelque chose, aujourd'hui réduites à un comédien ! » (« Great energy, great power of mind, ambition, and activity that, with direction, might have done anything, now made into a player! ». La société victorienne, en effet, méprise les gens de scène, qu'elle considère comme des citoyens inférieurs, et, de façon tout à fait officielle, leur refuse le titre de Gentleman (Esquire, abrégé en Esq.),.
Nicholas partage ce préjugé : ces acteurs qu'il vient de rencontrer, il les trouve « fort peu sympathiques » (most unlikeable), lui, si méprisé pour sa pauvreté, à qui est refusé le même titre, comme le lui fait savoir Mrs Squeers à Dotheboys Hall au chapitre IX. Nicholas, est-il dit au chapitre XXII, a déjà fait du théâtre à l'école, mais lorsqu'il rejoint la compagnie de Crummles, il se fait appeler « Mr Johnson », ne parle jamais de ses nouvelles activités à sa sœur ou à Newman Noggs, devenu son confident. C'est chez Macready que Dickens a trouvé beaucoup des développements relatifs à la scène, et la représentation du Rob Roy (le Robin des Bois écossais) d'Isaac Pocock (1782-1835), avec Vincent Crummles dans le rôle-titre, est un clin d'œil taquin au souvenir ému laissé par son interprétation du personnage en mars 1818 à Covent Garden. De même en est-il lorsque Nicholas lui-même joue Roméo, autre rôle célèbre de Macready, (« The Part of Romeo by a YOUNG GENTLEMAN, being his first appearance on any stage » (« Le rôle de Roméo, par un jeune gentleman, en sa toute première scène »), alors qu'il a dix-huit ans, termes que Dickens répète très exactement au chapitre XXIV à propos de son héros,.

### Le passage à la maturité
Comme presque tous les romans de Dickens et beaucoup de ceux qui l'ont précédé, Nicholas Nickleby est un roman d'apprentissage. L'accès à la maturité relève plus des circonstances imposées, cependant, que de la composante psychologique. Nicholas, en effet, à l'exception de ses quelques explosions de rage, toujours, d'ailleurs, pour la bonne cause, semble être né adulte, bien plus que sa sœur et même sa mère. Toutefois, comme le note Mark Ford, alors que les héros du XVIIIe siècle, le Robinson Crusoé de Defoe, le Gulliver de Swift, n'ont d'autre choix que d'affronter un inconnu exotique et dangereux pour découvrir leur part d'homme, Nicholas, lui, n'est tenu qu'à se conformer à quelques attitudes codées et stylisées, comme celle de M. Folair, le « Sauvage des Indes » (The Indian Savage), qui témoigne de son admiration pour l'Enfant prodige en se frottant le visage plusieurs fois « du pouce et de quatre doigts », puis en « se frappant lourdement la poitrine ». En fait, ces gestes de théâtre représentent très exactement ce que ce héros a à faire dans la vie : oublier son identité pour assurer un rôle autre que le sien : celui de père, celui de vengeur, celui de redresseur de torts, celui de justicier.
Les perruques, le maquillage, les rembourrages sont autant de masques, de persona, qu'il est astreint à porter pour avancer dans la société, jusqu'à ce que, dans l'ultime phase du roman, il se constate autorisé à être lui-même, c'est-à-dire à jouer un dernier rôle, mais contre nature, puisque tout risque et toute aventure en sont désormais exclus. Alors, la troupe Crummles s'expulse de l'espace diégétique vers l'Amérique d'où elle ne reviendra pas : elle n'a plus sa place quand les choses atteignent à leur normalité : le paradis final mis en place sous l'égide des bons frères Cheeryble ne connaît plus que convention et conformité. Seul excentrique à s'y présenter, le gentleman drôlement fagoté qui courtise Mrs Nickleby en lui jetant des légumes par-dessus le mur du jardin, et qui se voit, de façon très significative, vertement remis à sa place par les gérants du bonheur que sont devenus Nicholas et sa sœur ; et, en opposition, la tendresse qu'ils déversent sur Smike ne fait qu'exacerber les insuffisances du « pauvre gars, cet être si dévoué », qui a survécu aux horreurs de Squeers et aux vicissitudes de la vie errante, et qui succombe ici sous le poids de la compassion infligée par ses protecteurs devenus petits-bourgeois bien-pensants, si bien que le lecteur peut se demander si sa mort dans les bras de Nicholas n'est pas due autant à cet étouffement qu'à la consomption.

### L'état de bienveillance
Les frères Cheeryble, Charles et Edwin (Ned), selon Dickens dans sa préface à l'édition « bon marché » (cheap edition) de 1848, ressemblent à des personnes « avec lesquelles il [Dickens] n'a jamais été en communication », mais qui, selon Paul Davis, sont copiés sur des marchands de calicot de Manchester, William et Daniel Grant, rencontrés en 1838. Ils ont tellement frappé le public que Dickens a reçu des centaines de demandes d'aide qui leur étaient adressées. Ils jouent un rôle important dans le roman, puisqu'ils offrent une bonne situation à Nicholas, épousent la cause de Madeline Bray, mettent les sinistres desseins de Ralph en échec et donnent, en la personne de leur neveu Frank, un mari à Kate. Philip V. Allingham, citant Kate Perugini, remarque que, pour des personnages de cette envergure, ils apparaissent bien tard dans le roman, au onzième numéro seulement, celui de février 1839, quand Nicholas, après avoir quitté Dotheboys Hall, rencontre Charles dans une agence pour l'emploi. Ils incarnent la philanthropie bien conçue que recommande Dickens, celle qui s'occupe d'abord de soi (« Charity begins at home » [« Charité bien ordonnée commence par soi-même »]) avant de sauver le monde au détriment de sa maisonnée, comme la Mrs Jellyby de Bleak House, dont s'empilent les projets africains alors que ses enfants sont morveux et mal nourris.
Cependant, s'ils réussissent à se bâtir une solide entreprise grâce à leur bienveillance et leur compassion, leur meilleur monde possible corrompt lui aussi, en vidant les êtres de leur substance. Les fous, les charlatans, les excentriques, etc., ont perdu leur spécificité : Newman Noggs, aux verres bifocaux, aux craquements de phalanges et qui boit, revient, de « ses nombreuses particularités » (« numerous peculiarities ») et de sa dégradation alcoolique, vers la classe dont il avait été déchu, désormais « un gentleman tranquille et inoffensif » (« a quiet harmless gentleman ») ; de sublime idiot, Lord Versisopht se métamorphose en noble garant de l'honneur de Kate, statut que Dickens, qui a affublé le personnage d'un patronyme si prometteur de stupidité (« Ver si mou »), peine cependant à accepter, puisque, dans l'édition de 1867, il a changé le nom en Lord Frederick à partir du chapitre X ; le flamboyant M. Mantalini se voit, quant à lui, relégué à tourner sans fin la manivelle d'une essoreuse sous le regard bigleux d'une mégère ; suprême sacrilège, même la gouailleuse Mrs Nickleby se dénature au contact de Charles Cheeryble, le flux de son bagout s'avérant désormais « confiné de façon très étroite et très circonscrite » (« the usual current of her speech […] confined within very narrow and circumscribed limits »).
Ainsi, contrairement à ce qui s'est passé avec Crummles qui, lui, accueille l'excentricité à bras ouverts, un Nicholas qui n'a jamais fait de théâtre et surtout un Smike qui n'a pas tous ses esprits, cet ostracisme de l'aberration révèle toute l'ambiguïté des relations sociales. Dans ce nouveau monde, qui n'est qu'un retour à l'ancien, Smike, justement, est quasi normalisé, et, alors que le radicalisme de Nicholas l'autorisait à pourfendre l'injustice, l'inertie, la corruption, l'exploitation, ses retrouvailles avec ses origines, celles d'un « riche et prospère marchand » (« a rich and prosperous merchant »), l'obligent maintenant à se préserver des forces historiques qu'il avait fini par incarner. Le jeune Don Quichotte n'est plus que son Sancho Panza, réfugié dans le conservatisme, n'ayant d'autre mission que de « se conserver, ». Cet état idyllique, idéal de vie à l'abri des hauts et des bas de la fortune, remonte à loin ; John Forster, l'ami et le premier biographe de Dickens, raconte les derniers mots que John Dickens, le père impécunieux, a adressés à son fils de douze ans avant d'intégrer la prison pour dettes : « Le soleil brillera à jamais pour toi » (« The sun is set upon you for ever »). Tous y aspirent à leur façon, les bons se contentant d'un joli cottage de chaume, et les méchants se perdant à trop convoiter les marbres d'un mont Palatin.

### La corruption par l'argent

#### «L'avarice et les avaricieux» (Molière)
Pour Dickens, qui pourtant ne le dédaigne pas, l'argent est sale. D'ailleurs, l'un de ses escrocs les plus fortunés se nomme M. Merdle (Little Dorrit, 1855-1857), le « Midas sans les oreilles, qui changeait tout ce qu'il touchait en or […]. Il était au Parlement, bien sûr ; il était à la City, cela va de soi ; il était président de ceci, administrateur de cela, directeur de cet autre ». Toujours dans Little Dorrit, il répète que c'est là « la source de tous les maux » (« the root of all evil »),. Dans Nicholas Nickleby, tous les nuisibles sont mus par l'avarice et le besoin d'accumuler encore plus de richesses : Squeers dans son école qui se fait grassement payer et ne dépense rien, Ralph, le capteur d'héritages, Gride l'usurier à 50 %, Hawk le prédateur ; et tous finissent au bagne, en prison ou par la corde et le couteau. Pour autant, si ces hommes du mal prospèrent si longtemps, ce n'est pas seulement parce qu'ils sont roués et violents, c'est aussi que la société leur apporte sa confiance et son soutien. Carlyle a relevé avec indignation cette complicité passive qui, selon lui, bafoue le don le plus précieux, ce qu'il appelle reverence, le respect vertueux, désormais corrompu en « outres de fric et mangeoire à bouffe » (« human money-bags and meat-trough »).

#### Ralph et sa part d'humanité
Le cas de Ralph Nickleby est quelque peu différent. Certes, il est de la race des usuriers qui, depuis la nuit des temps, s'acharnent à détruire tous ceux qui risquent de les entraver. Il est aussi le premier d'une série de capitalistes qui, dans l'œuvre de Dickens, sacrifient leur famille pour leur « fébrile obsession du business »,. Toutefois, malgré les soupçons rampants qu'il est pour quelque chose dans la ruine de son frère, son rôle se complique dès lors qu'il apparaît en père de substitution pour Nicholas ; c'est aussi parce que ce dernier, en une confrontation de type œdipien, écrit Mark Ford, n'accepte aucun de ses diktats, que l'agoniste possible devient un antagoniste acharné ; et Dickens évoque brièvement la possibilité qu'il s'attendrisse sous l'influence de sa nièce. L'intrigue, cela dit, ayant besoin de son iniquité, ce fugitif espoir fait long feu et Ralph retourne à son inimitié. Ce n'est que lorsque tout est consommé, que le narrateur n'a plus besoin de lui qu'il est autorisé à déployer quelques traces d'humanité : lors de son retour après « son dernier rendez-vous » chez les frères Cheeryble, il s'arrête à la grille d'un cimetière où, se rappelle-t-il, gît un homme qui s'est tranché la gorge. Il s'agrippe aux volutes du métal, plonge son regard vers le carré et « se demande quelle pourrait bien être sa tombe » (« wondering which might be his grave »). Approche un groupe de joyeux fêtards, dont « un petit homme bossu et ratatiné » (« a little, weazen, hunch-backed man »), qui se met à danser. Ralph se joint à lui, ce rebut difforme et déshérité, puis il retourne à sa méditation.
Avec cette scène, Dickens donne raison à Chesterton qui a remarqué que « les personnages de Dickens sont parfaits tant qu'il peut les garder en dehors de ses histoires » (« Dickens's characters are perfect as long as he can keep them out of his stories »). Dans Nicholas Nickleby, les rapports entre l'oncle et le neveu restent schématiques, se bornant à des explosions de grandiloquence verbale et une succession de tentatives néfastes bientôt déjouées. À défaut de père de substitution, le parâtre vicieux est remplacé non par un, mais par deux parrains bienveillants, deux « Peter Pan grotesques et vieillis » (« gruesome old Peter Pan »), selon Huxley, et la lutte entre les forces du mal et celles du bien devient encore plus simpliste.

#### La maltraitance des femmes
À part les fortes têtes comme Mrs Nickleby, les femmes sont, activement ou passivement, maltraitées dans ce roman. Les vertueuses, Kate Nickleby et Madeline Bray, sont victimes d'un père et d'un substitut de père (M. Bray et l'oncle Ralph) qui n'ont de cesse d'utiliser leur jeunesse et leur douceur à des fins égoïstes pour l'un et criminelles pour l'autre. Maltraitées, elles le sont pour satisfaire l'avidité financière et le lucre : Madeline, courtisée pour sa fortune promise, Kate sollicitée pour son innocence exposée en appât, toutes deux objets des assiduités de vieux aristocrates vicieux ou d'usuriers répugnants. Quant aux autres, à part quelques dévoyées, les mortes (l'épouse de Ralph), les condamnées (Mrs Squeers), les bannies (Mrs Sliderskew), même Mme Mantalini, dont Dickens punit l'aveuglement en la condamnant à travailler dans une laverie, et la demoiselle Squeers, d'abord si follement amoureuse du héros et conduite à partager la chute familiale, elles finissent plutôt bien, accédant enfin au statut qu'elles méritent, soit, selon le canon victorien, celui d'épouse et de mère.

## La manière d'écrire
Chesterton a écrit de Nicholas Nickleby que c'était « un carnaval de liberté » (« a carnival of liberty »). D'après Mark Ford, cette exubérance naît de l'insécurité financière des protagonistes qui, jusqu'à l'arrivée des frères Cheeryble, promeut « de glorieuses et ardentes perspectives d'aventure » (« a gloriously ardent sense of possibility and adventure »), au fil d'épisodes se déroulant indépendamment les uns des autres, comme prêtés au récit « avec ce sens du provisoire que Nicholas met à louer ses quelques meubles d'utilité » (« the provisional spirit in which Nicholas rents his few common articles of furniture »).

### La présence de l'auteur

#### Ledeus ex machina

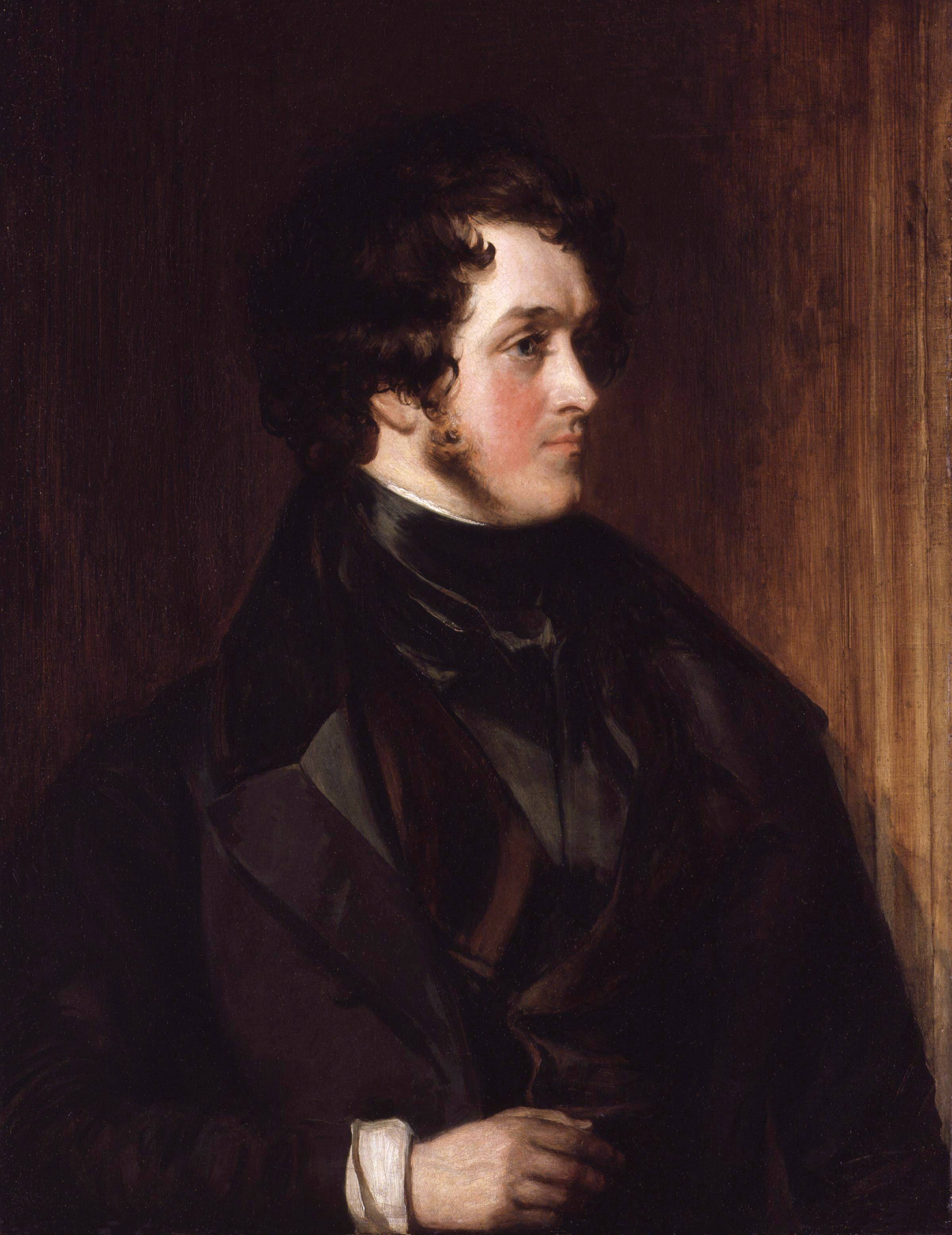
W. H. Ainsworth, par D. Maclise.

Dickens s'est servi de son imagination pour bâtir l'intrigue, car Nicholas Nickleby n'est pas fondé sur des faits réels, bien que çà et là certains personnages ou situations se trouvent inspirés par ce dont l'auteur a été le témoin. Pour autant, comme l'intrigue du roman est vagabonde, les deux jeunes héros, Nicholas et son compagnon, ayant été jetés sur les routes, et qu'elle se noue au fil de rencontres successives, les différents épisodes sont reliés par nombre d'événements restés secrets, dont la relation se confirme au prix de coïncidences heureuses ou malheureuses. 

#### L'exubérance du pathos
Dans ses première et deuxième parties, l'intrigue ressortit souvent au genre mélodramatique. La faillite du père de famille mourant, la veuve et les orphelins sans défense jetés dans la bouche de l'ogre, le petit enfant désarmé en bouc émissaire d'une famille d'éducateurs sadiques, puis la vulnérabilité virginale exposée à la lubricité de puissants malfrats, tout cela s'appuie sur un pathos exploitant la veine du faible accablé de menaces telle qu'elle fleurit chez nombre des contemporains de Dickens, Wilkie Collins, Ainsworth en particulier.
En outre, lorsque les choses s'arrangent, que les méchants se trouvent punis et les bons récompensés selon la loi romanesque de justice distributive (poetic justice), le pathétique cède au sentimentalisme de conte de fée. Nicholas a réalisé une prouesse interdite : reconstituer le bonheur de l'enfance, le mythe devenant réalité. Fidélité mémorielle, souvenir figé, ce temps du souvenir est devenu, comme l'écrit Claude Mauriac, « immobile, » ; désormais, il oblitère la réalité, rendue invisible par sa prégnance.

### La composante picaresque

#### La route
Rien d'étonnant, ainsi, que, dans son Histoire de la littérature anglaise, Andrew Sanders démarque David Copperfield et Dombey and Son de ce qu'il appelle « la manière plus relâchée, avec des digressions et des inclusions, de Pickwick ou de Nicholas Nickleby ». Il souligne par là le caractère errant de ces deux romans : comme Pickwick Papers, en effet, Nicholas Nickleby se passe en bonne partie sur la route, alors que Nicholas fuit en compagnie de Smike en direction de Portsmouth pour rassembler sa famille, ce qui le conduit du Yorkshire au Surrey, dans le Hampshire et le Devonshire, sans compter les étapes intermédiaires et les allers-retours divers. Là surtout se situe la composante picaresque, à la seule différence que le récit n'est plus à la première personne comme dans la plupart des romans du XVIIIe siècle, mais aux mains d'un narrateur omniscient qui a bien du mal à ne point se confondre avec l'auteur, lequel ne se prive pas de parler en son propre nom dans sa préface et dans ses commentaires.
Alors, conformément au schéma de structure itinérante propre à ce genre, le déroulement des faits, soit l'histoire avec le récit qui en est donné, dépend beaucoup des rencontres dues aux hasards du voyage, en particulier celles de la troupe de Vincent Crummles et d'un frère Cheeryble, Charles, qui, tous les deux à des titres divers, accaparent le héros et son petit compagnon pendant un temps relativement long pour la première, puis quasi permanent pour le second. Au fil de ces épisodes défilent différentes couches de la société : le milieu marginal mais joyeux des saltimbanques, les cercles excentriques ou véreux des aristocrates, le confort bienveillant des grands bourgeois paternalistes. Certes, le héros n'est que temporairement le pauvre hère déshérité, tout comme, d'ailleurs, le jeune Tom Jones de Henry Fielding dont la mauvaise fortune est destinée à se bonifier ; pour autant, il exerce le même rôle que le protagoniste picaresque qui, entrant au service de ces couches, donne chaque fois à l'auteur une cible nouvelle pour sa satire ou son humour : ne s’érigeant pas en modèle de conduite, Nicholas, acteur malgré lui devenu spectateur privilégié, a tout loisir d'inviter le lecteur à trier entre l’hypocrisie du puissant, l'innocence de l'humble et la grandeur de quelques-uns.

#### La ville

La Court of Chancery, institution centrale de Bleak House, par Augustus Charles Pugin et Thomas Rowlandson (1808).

La vision de la ville que présente Dickens est associée à cet aspect : son mouvement interne répond en parallèle au constant déplacement de Nicholas Nickleby et de Smike, à la furia du premier, jamais enclin à baisser les bras, et aussi, nouvel écho, à l'étourdissante logorrhée de sa mère. Alors que le Londres des romans postérieurs à Nicholas Nickleby s'organise autour d'une institution, par exemple Marshalsea (la prison pour dettes) dans Little Dorrit ou la Court of Chancery (Cour de la chancellerie) dans Bleak House, ici, la capitale n'est perçue, lors de l'arrivée, que comme chaos abrutissant, fouillis fragmenté, sans cesse mouvant et à jamais recommencé : 

« Le long des rues s’écoulaient sans fin, à flots pressés, des passants qui se coudoyaient dans la foule et se pressaient d’arriver à leur but, sans regarder seulement les richesses déployées tout le long de leur chemin dans les boutiques, pendant que des véhicules de toutes formes et de toutes façons se confondaient ensemble en une masse mouvante, semblable à une eau courante, et venaient ajouter le bruit incessant de leurs roues au reste du tumulte et du tapage. »

Comme l'errance campagnarde, la cité, cet amas de détails, manque de centre ; la vie y paraît gérée par le hasard et, malgré les « gigantesques courants du fleuve de vie » (« giant currents of life »), qui la traversent, elle est disjointe, « atomisée », écrit Mark Ford, plus vision parcellaire que globale, une sorte de pays de partout et de nulle part, comme l'écrit Dickens de Golden Square où habite Ralph, « dont on ne saurait dire que ce soit sur le chemin de personne, ni que cela mène nulle part » (« is not exactly on anybody's way to or from anywhere »),.

### L'aventure en action
Et lorsqu'il s'agit de décrire son héros en action, Dickens sait tenir le lecteur en haleine, comme le montrent ces extraits, les deux relatant un fait de violence, l'un situé au chapitre XIII, l'autre à la fin du tome I :

« J’ai un long arriéré à solder, dit Nicolas rouge de colère, et mon indignation de toutes les insultes que j’ai souffertes s’accroît des lâches cruautés que vous exercez sur des enfants sans défense dans cette caverne abominable ; prenez-y garde, car si vous me mettez hors de moi, c’est sur votre tête qu’en retomberont de tout leur poids les funestes
conséquences. »
Il n’avait pas fini, que Squeers, dans un transport de rage violent, poussant un cri semblable au hurlement d’une bête sauvage, lui cracha à la figure, et, levant son instrument de torture, lui en donna à travers la face un coup, qui lui laissa immédiatement une empreinte livide dans la chair.
Égaré par la douleur et concentrant en ce moment dans un même sentiment sa rage, son mépris et son indignation, Nicolas se jette sur lui, lui arrache le fouet, le prend d’une main à la gorge, et de l’autre il corrige le gredin jusqu’à ce qu’il demande quartier. »

C'est un narrateur extérieur qui s'exprime ici, qui est l'œil (rouge), l'oreille (semblable à…) et la voix (violent, de colère, rage, mépris, indignation). Dans la dernière phrase, à chaque action son verbe, la vitesse d'exécution étant rendue par le présent de narration et le haché des virgules : se jette, arrache, prend, corrige. Auparavant, il a laissé entendre l'intéressé, qui s'exprime non sans noblesse, en deux périodes de rythme ternaire, trahissant par là l'éducation convenant à son rang.

« Sir Mulberry, prenant son fouet par le milieu, en asséna des coups furieux sur la tête et sur les épaules de Nicolas. Le fouet se brise dans la lutte. Nicolas en saisit le manche et en frappe son adversaire à la face qu’il lui fend depuis l’œil jusqu’à la lèvre. Il voit la plaie s’ouvrir, il voit la jument partir au grand galop, puis il ne voit plus rien, et, dans l’éblouissement qui le prend, il se sent jeté roide par terre. 
Toute l’attention du public s’était portée à l’instant sur la personne emportée dans la voiture à fond de train. Nicolas restait seul, et jugeant sagement qu’en pareil cas ce serait folie à lui de vouloir courir après, il tourne le coin d’une rue de traverse, pour gagner la première place de fiacres venue. Il sent, au bout de quelques minutes, qu’il chancelle comme un homme ivre, et s’aperçoit, pour la première fois, que le sang lui ruisselle sur la figure et la poitrine. »

Le narrateur est à nouveau aux commandes : passage du passé simple au présent de narration, focalisation tantôt externe, tantôt interne, répétitions (il voit) ; tout à la fois il décrit et commente par de discrètes intrusions (sagement, furieux, comme un homme ivre, pour la première fois). En quelques lignes, une bagarre, du sang, celui de l'autre, une fuite, le vide, le malaise, le sang à nouveau, le sien ; des précisions aussi : le fouet par le milieu, la tête et les épaules, depuis l'œil jusqu'à la lèvre, la jument, au grand galop, à fond de train, ruisselle, etc.

### Le symbolisme
À part le flux, celui de l'errance, des foules, des mots, l'un des rares éléments unificateurs du roman, les symboles n'abondent pas dans Nicholas Nickleby. Les critiques notent plutôt la couleur des lieux, en général d'un sombre prémonitoire, comme au chapitre IV lorsque Nicholas traverse le quartier de Newgate pour rencontrer Wackford Squeers ; ou le battement de l'horloge au chapitre IV que répète en écho le pas des visiteurs quand Ralph Nickleby et Arthur Gride entrent chez l'usurier à la recherche de la gouvernante ; ou encore au chapitre LXII, alors que Ralph est suivi par un nuage noir dans tous ses mouvements. Il s'agit là de pathetic fallacy (terme n'existant pas encore du temps de Nicholas Nickleby, puisqu'il a été forgé par John Ruskin dans son Modern Painters paru en 1856), ce « mimétisme de l'âme » auquel se livre complaisamment le décor.

### La verve comique
Elle est partout, cohabitant avec le pathos et souvent se mélangeant à lui, dans les personnages les plus vils comme les plus innocents, dans les commentaires du narrateur aussi, qui présente les choses sous un angle le plus souvent comique. Dickens a l'art de susciter le rire par l'inattendu (une repartie, une réaction), par l'absurde (le verbiage de Mrs Nickleby, le cocasse de M. Mantalini), par la répétition aussi, certains personnages, en effet, étant comme programmés pour s'exclamer à l'identique quelles que soient les circonstances : leur éjaculation verbale devient comme une marque de fabrique, un leitmotiv spécifique qui leur sert de discours.
Ainsi, parmi les « bons » personnages, certains, comme les frères Cheeryble, se comportent tels les humours du XVIIIe siècle, de doux excentriques avec quelque particularité vestimentaire (le gilet bleu et le grand chapeau blanc) et langagière (My dear fellow), une gestuelle caractéristique (les bras ouverts, le doigt brandi). Dickens, en « humoriste aimable » (amiable humorist), les traite avec humour, c'est-à-dire sur fond de sympathie. En revanche, il existe aussi les faux humours, dont l'excentricité ressortit à l'affectation et au vide moral. Tel est le cas de Mrs Sliderskew ou de Julia Wittiterly, parmi d'autres, la première douée de laideur amoureuse, la seconde d'une hypocondrie capricieuse. Là, Dickens durcit le trait et croque des caricatures réduites à leurs excentricités et leurs maniérismes ; comme arrêtées dans leur évolution, désormais figées dans la durée, elles alimentent leur énergie vitale de leur propre insuffisance. En réalité, ce sont des « grotesques » atteints de momification psychologique, une perversion de la nature, et à ce titre, le rire de Dickens est en soi une condamnation.

## Nicholas Nicklebydans la culture populaire

### Adaptations

#### Théâtre
Nicholas Nickleby, selon Philip Bolton, s'adapte merveilleusement au théâtre, et il en existe, d'après ce critique, 250 mises en scène, la première étant contemporaine de l'écriture du roman. L'une des plus célèbres parmi les productions récentes reste celle de David Edgar pour la Royal Shakespeare Company en 1980, The Life and Adventures of Nicholas Nickleby, avec Roger Rees et Emily Richard dans les rôles de Nicholas et Kate. Cette version scénique de huit heures et demie (sans les entractes), d'abord jouée en Grande-Bretagne au West End Theatre, l'est ensuite au Plymouth Theatre à Broadway en 1981, avant d'être filmée pour Channel 4 et présentée sur cette chaîne en 1982. David Edgar la remonte en deux parties en 2006 (du 24 juin au 2 septembre) pour le festival de théâtre de Chichester avec Daniel Weyman dans le rôle de Nicholas. Elle y est reprise en septembre 2007 ; après une tournée en Grande-Bretagne d'octobre à décembre, elle est jouée à Toronto en février 2008.
Plus récemment, The Life and Adventures of Nicholas Nickleby, une adaptation de trois heures et demie, a été montée au Centre Timms (Timms Centre for the Arts) de l'Université de l'Alberta, au Canada, du 10 au 19 février 2011.
Le roman a été adapté pour la première fois en pièce en langue française par Daniel Henry-Smith et présenté au théâtre Le Moderne, à Liège, Belgique, du 20 décembre 2019 au 12 janvier 2020. Cette version est en deux parties respectivement de 1 heure 15 et de 50 minutes. 17 représentations ont été données de cette pièce.

#### Cinéma
Les plus anciennes adaptations du roman au cinéma sont deux films muets américains de 1903 (Dotheboys Hall: or, Nicholas Nickleby) et 1912. Une version parlante est tournée en 1947 avec Cedric Hardwicke dans le rôle de Ralph Nickleby, Sally Ann Howes dans celui de Kate, Derek Bond dans le rôle de Nicholas et Stanley Holloway dans celui de Crummles.
En 2002, Douglas McGrath met en scène une adaptation du roman (sortie en 2004 en France), avec Charlie Hunnam et Romola Garai dans les rôles de Nicholas et Kate, Christopher Plummer jouant Ralph Nickleby.

#### Télévision
La BBC produit plusieurs adaptations, d'abord en noir et blanc, en 1957 (10 épisodes) et 1968 (13 épisodes de 25 min). En 1977 est tournée une version en 6 épisodes de 55 min, avec Nigel Havers dans le rôle titre. En 1982, Channel 4 Television Corporation présente The Life and Adventures of Nicholas Nickleby, version filmée de la mise en scène de David Edgar, avec Roger Rees et Emily Richard (en trois épisodes de 2 heures et un de 3). En 2001, Company Television programme un téléfilm avec James d'Arcy, Sophia Myles et Charles Dance.
Un dessin animé de 72 min est produit en Australie en 1985.

### Allusions littéraires
Any Friend of Nicholas Nickleby is a Friend of Mine (1966), est une nouvelle du recueil I Sing the Body Electric! (1969) de Ray Bradbury, dont un personnage prétend être Dickens.
Des allusions au roman ou à ses personnages se trouvent dans deux livres de Roald Dahl : The BFG (The Big Friendly Giant), où le bon gros géant apprend à écrire en lisant le roman Nicholas Nickleby plusieurs centaines de fois, et dans Matilda, où la directrice Miss Trunchbull (Mlle Legourdin, en français), recommande les méthodes pédagogiques de Wackford Squeers, le directeur de Dotheboys Hall.
De même, dans A Handful of Dust (1934) d'Evelyn Waugh, Nicholas Nickleby est l'un des romans de Dickens que Tony Last est forcé de lire au psychopathe pour le dédommager de lui avoir sauvé la vie, et dans The Optimist's Daughter (1972) d’Eudora Welty, Laurel McKelva Hand lit Nicholas Nickleby à son père après qu'il a subi une opération oculaire.
Une référence explicite à Nicolas Nickleby se trouve dans Un bon petit diable de la comtesse de Ségur, au chapitre 1, lorsque Charles se réjouit de ne pas terminer la lecture à haute voix pour sa cousine Mac'Miche. D'autre part, la comtesse de Ségur reprend dans le même roman le thème des maisons d'éducation.

### Ailleurs
Une partition musicale d'après le roman de Dickens, intitulée Nicholas Nickleby Suite, a été composée en 1980 pour quintette de cuivres par Stephen Oliver, au Centre Timms de l'Université de l'Alberta, au Canada. Une comédie musicale pop en deux actes, Smike, créée en 1973, se concentre sur l'école de Dotheboys Hall ; elle est régulièrement reprise en 2005, 2008, 2010, 2011 dans les écoles de théâtre.
Dans le 3e épisode (Retour au bercail) de la Saison 4 de Star Trek : Enterprise, apparaît un personnage (Udar) surnommé Smike, d'après le personnage du roman, à cause de ses déficiences. Ne pouvant être amélioré, il finit par être tué dans l'épisode 5 (Les Embryons).

### Texte
- (en) Charles Dickens et Alec Waugh, Nicholas Nickleby, Londres et Glasgow, Collins, 1953, p. 768, texte de référence.
- (en) Charles Dickens et Mark Ford, Nicholas Nickleby, Londres, 2003, p. XIV.

### Traductions en français
- (fr) Charles Dickens (trad. Alfred des Essarts), Vie et aventures de Nicolas Nickleby, Paris, Hachette, 1883, deux volumes[134].
- (fr) Charles Dickens (trad. Jacques Douady, Francis Ledoux, Marcelle Sibon), Vie et aventures de Nicolas Nickleby, Paris, Gallimard, coll. « La Pléiade », 1966 (ISBN 2070101711 et 978-2070101719), p. 1456, publié avec Livres de Noël, éd. Pierre Leyris, indisponible[135],[6].

### Illustrations
- (en) John Alexander Hammerton, The Dickens Picture-Book: A Record of the Dickens Illustrations, Londres, Educational Book, 1910.
- (en) B. W. Matz et Kate Perugini, illustrations de Harold Copping, Character Sketches from Dickens, Londres, Raphael Tuck, 1924, illustrations de Harold Copping, exemplaire déposé à la bibliothèque Paterson, université de Lakehead.
- (en) Nicholas Bentley, Michael Slater et Nina Burgis, The Dickens Index, Oxford et New York, Oxford University Press, 1990.

### Ouvrages généraux
- (en) Michael Stapleton, The Cambridge Guide to English Literature, Londres, Hamlyn, 1983, 993 p. (ISBN 0600331733).
- (en) Margaret Drabble, The Oxford Companion to English literature, Londres, Guild Publishing, 1985, 1155 p..
- (en) Peter Ackroyd, Charles Dickens, Londres, Stock, 1993, 347 p. (ISBN 978-0099437093).
- (en) Andrew Sanders, The Oxford History of English Literature (Revised Edition), Oxford, Oxford University Press, 1996 (ISBN 0-19-871156-5).
- (en) Paul Schlike, Oxford Reader’s Companion to Dickens, New York, Oxford University Press, 1999, 280 p..
- (en) J John O. Jordan, The Cambridge companion to Charles Dickens, New York, Cambridge University Press, 2001.

### Ouvrages et articles spécifiques

#### Sur la vie et l'œuvre deCharles Dickens
- (en) John Forster, The Life of Charles Dickens, Londres, J. M. Dent & Sons, 1872-1874.
- (en) Hippolyte Taine (trad. H. Van Laun), History of English Literature, New York, 1879, traduction du français.
- (en) S. J. Adair Fitz-Gerald, Dickens and the Drama, Londres, Chapman & Hall, Ltd., 1910.
- (en) Gilbert Keith Chesterton, Apprecations and Criticisms of the Works of Charles Dickens, Londres, 1911.
- (en) George Gissing, The Immortal Dickens, Londres, Cecil Palmer, 1925.
- (en) Una Pope Hennessy, Charles Dickens, Londres, The Reprint Society, 1947, 496 p., d'abord publié en 1945.
- (en) Hesketh Pearson, Dickens, Londres, Methuen, 1949.
- (en) Jack Lindsay, Charles Dickens, A Biographical and Critical Study, New York, Philosophical Library, 1950, 459 p..
- (en) Barbara Hardy, Dickens and the Twentieth Century. The Heart of Charles Dickens, New York, Edgar Johnson, 1952.
- (en) Edgar Johnson, Charles Dickens: His Tragedy and Triumph. 2 vols, New York, 1952.
- (en) J. Hiilis-Miller, Charles Dickens, The World of His Novels, Harvard, Harvard University Press, 1958, 366 p. (ISBN 9780674110007).
- (en) E. A. Horsman, Dickens and the Structure of Novel, Dunedin, N.Z., 1959.
- (en) R. C. Churchill, Charles Dickens, From Dickens to Hardy, Baltimore, Md., Boris Ford, 1964.
- (en) Steven Marcus, Dickens: From Pickwick to Dombey, New York, 1965.
- (en) K. J. Fielding, Charles Dickens, A Critical Introduction, Londres, Longman, 1966.
- (en) Christopher Hibbert, The Making of Charles Dickens, Londres, Longmans Green & Co., Ltd., 1967.
- (en) F. R. & Q. D. Leavis, Dickens the Novelist, Londres, Chatto & Windus, 1970, 371 p. (ISBN 0701116447).
- (en) Michael Slater, Dickens and Women, Londres, J. M. Dent & Sons, Ltd., 1983 (ISBN 0-460-04248-3).
- (en) Fred Kaplan, Dickens, A Biography, William Morrow & Co, 1988, 607 p. (ISBN 9780688043414).
- (en) Norman Page, A Dickens Chronology, Boston, G.K. Hall and Co., 1988.

#### Sur Dickens et le théâtre
- (en) T. Edgar Pemberton, Dickens and The Stage, Londres:, George Redway, 1888.
- (en) aS. J. Adair Fitz-Gerald, Dickens and the Drama, Londres, Chapman & Hall, Ltd., 1910.
- (en) J. B. Van Amerongen, The Actor in Dickens, New York, D. Appleton and Company, 1927.
- (en) Edgar and Eleanor Johnson, The Dickens Theatrical Reader, Boston, .Little, Brown and Company, 1964.

#### SurNicholas Nickleby
- (en) Jerome Meckier, Dickens Studies Annual, Carbondale, South Illinois University Press, 1970, « The Faint Image of Eden: The Many Worlds of Nicholas Nickleby », volume I, éd. Robert B. Partlow.
- (en) Leon Rubin, The Nicholas Nickleby Story, Harmondsworth, Penguin, 1981.
- (en) Norman Russell, Dickensian, 77, 1981, « Nicholas Nickleby and the Commercial Crisis of 1825 », p. 144-150.
- (en) Robin Gilmour, Dickens's Quarterly, 5, 3, septembre 1988, « Between Two Worlds: Aristocracy and Gentility in Nicholas Nickleby », p. 110-118.
- (en) Beth F. Herst, Dickens's Quarterly, 5, 3, septembre 1988, « Nicholas Nickleby and the Idea of the Hero », p. 128-135.
- (en) Carol Hanbery MacKay, Dickens's Quarterly, 5, 3, septembre 1988, « The Melodramatic Impulse in Nicholas Nickleby », p. 152-163[136].